# Geschichte der Stadt Burghausen

Stadtwappen von Burghausen

Die Geschichte der Stadt Burghausen umfasst die Entwicklungen auf dem heutigen Gebiet der Stadt Burghausen von der ersten Besiedlung bis zur Gegenwart. Sie reicht bis in die Bronzezeit zurück. Zahlreiche Funde auf dem langen Bergrücken über der heutigen Altstadt, auf dem über Jahrhunderte die Burg zu Burghausen zur längsten Burganlage Europas ausgebaut wurde, weisen auf eine durchgehende Besiedlung seit jener Zeit bis in die Gegenwart hin. Burghausens Altstadt im hier sehr engen Salzachtal ist bis heute von seiner Blütezeit als zweite Residenzstadt Niederbayerns im Spätmittelalter geprägt. Seit dem frühen 20. Jahrhundert hat sich die Stadt durch eine für bayerische Verhältnisse sehr früh einsetzende Industrialisierung auf der Ebene über dem Tal ausgebreitet und ist heute mit knapp 19.000 Einwohnern die größte Stadt des Landkreises Altötting.

## Vor- und Frühgeschichte, Antike

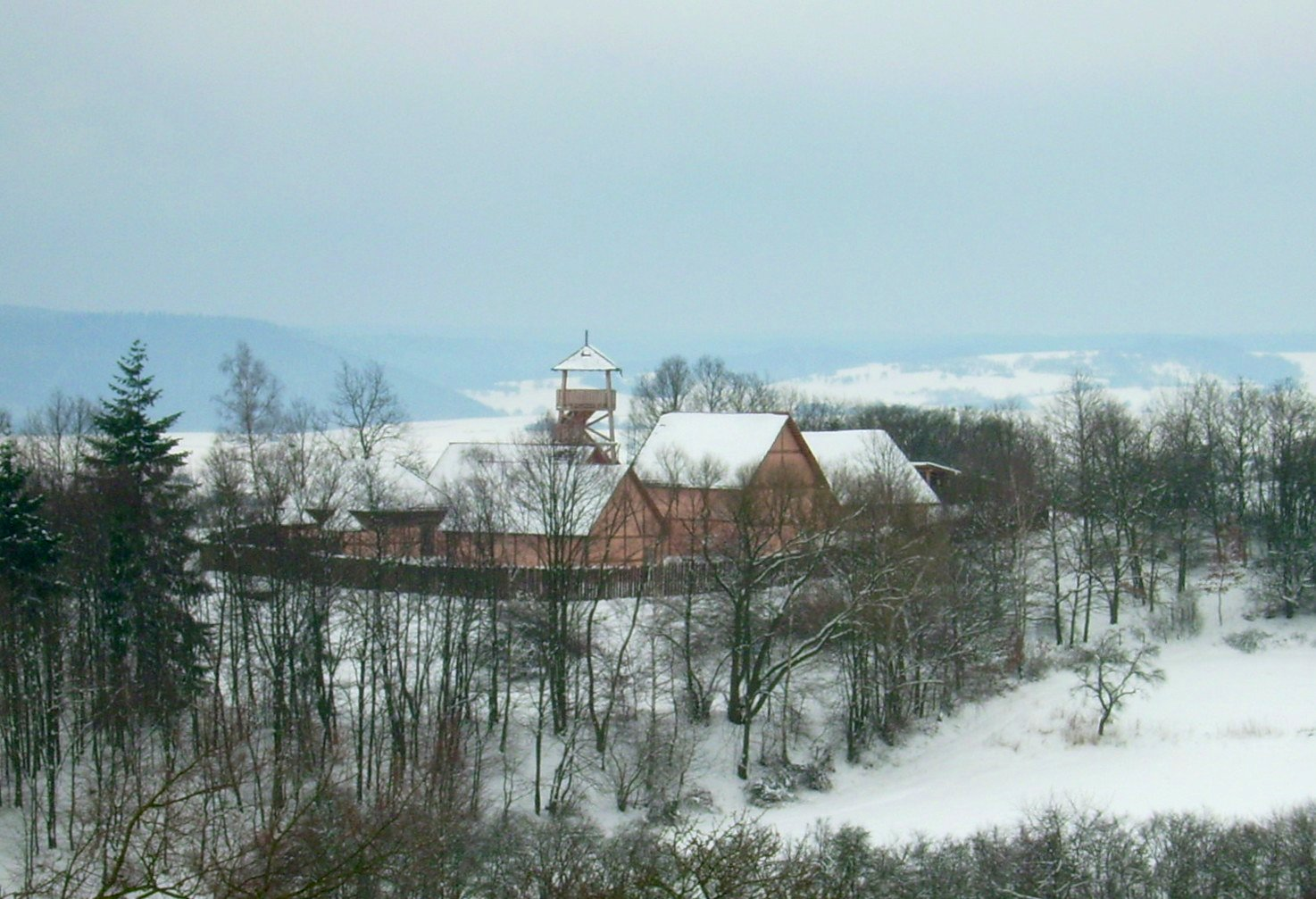
Rekonstruktion eines Keltendorfs

Bei umfangreichen Grabungen unter der Dürnitz der Burg in den Jahren 2002 bis 2004 wurden unter anderem eine Reihe von Scherben gefunden, die auf das 16. Jahrhundert v. Chr. datiert werden. Damit wurde eine lang gehegte Vermutung bestätigt, dass der Burgberg in Burghausen bereits seit der Bronzezeit besiedelt ist. Als „kleine Sensation“ gilt der Fund von Resten einer Trockenmauer aus derselben Epoche, ebenfalls unter der Dürnitz.
Auch zahlreiche Relikte aus der Eisenzeit kamen bei diesen Grabungen zu Tage: im 2. und 1. Jahrhundert v. Chr. existierte wahrscheinlich eine keltische Siedlung auf dem Areal der heutigen Hauptburg. Funde keltischer Fibelteile sind schon seit längerem starke Indizien für diese Annahme. Auch auf der anderen Seite der Salzach im heutigen Österreich finden sich nicht wenige Spuren keltischer Siedlungstätigkeit.

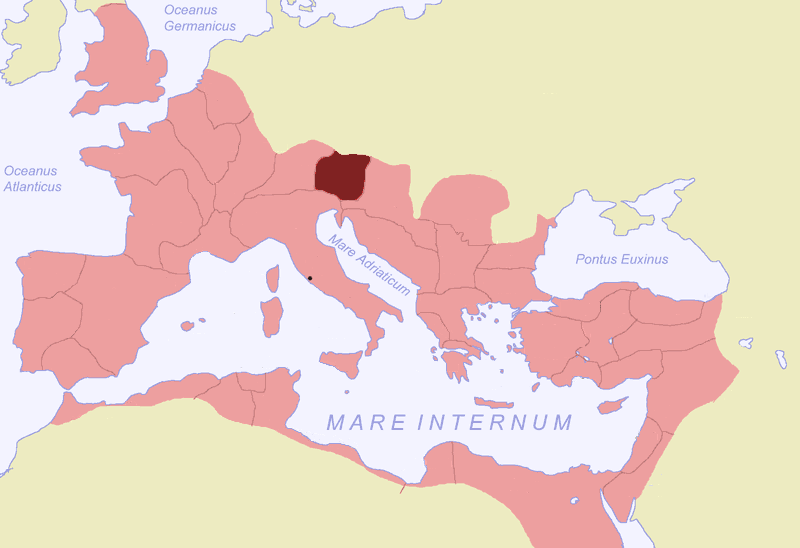
Lage der römischen Provinz Noricum

Ähnliches gilt auch für die Epoche, in der das heutige Burghausen Teil der römischen Provinz Noricum war; aus dieser Zeit wurden bei Grabungen Münzen von Kaiser Marc Aurel bis Kaiser Konstantin entdeckt. Spätestens seitdem war das Schicksal der Ansiedlung untrennbar verbunden mit dem Handel von Salz über die Salzach: am Ufer des Flusses sind steinerne Inschriften römischer Schiffergilden gefunden worden. Außerdem wurde eine römische Straße entlang der Salzach nachgewiesen, die sich mit weiteren römischen Verbindungsstraßen zwischen Castra Regina (Regensburg), Augusta Vindelicorum (Augsburg), Castra Batava (Passau) und Juvavum (Salzburg) kreuzte und verzweigte. Der römische Name für Burghausen war wahrscheinlich Bedaium oder Bedacum. Es gilt als gesichert, dass die strategisch hervorragende Lage des heutigen Burgberges schon in der Frühgeschichte und Antike erkannt und genutzt wurde. Man geht heute von einer mehr oder weniger durchgehenden Nutzung und Besiedlung des Areals von der Bronzezeit bis in unsere Tage aus.

## Mittelalter

### Frühmittelalter

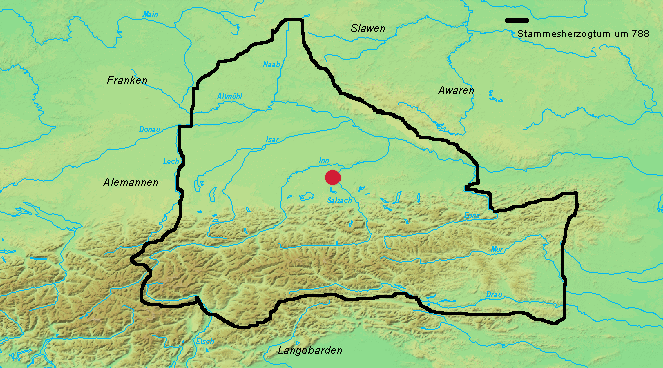
Lage Burghausens innerhalb des bayerischen Stammesherzogtums 788

In der Übergangszeit von der Spätantike zum frühen Mittelalter breitete sich das Christentum langsam auch nördlich der Alpen aus. Wahrscheinlich wurde die ansässige romanokeltische Mischbevölkerung mit seit der Völkerwanderung auch verschiedenen germanischen Bestandteilen ab dem 7. Jahrhundert von Salzburg aus christianisiert. Im Jahr 788 wurden zahlreiche Ortschaften aus der nahen Umgebung in der Notitia Arnonis erwähnt, wie etwa Haiminga (Haiming) und Reithinhaselach (Raitenhaslach); Burghausen fand hier keine Erwähnung.
Aus dieser Zeit gibt es nur spärliche archäologische Hinweise auf eine Bebauung des Areals. Vor 788 existierte im Bereich der heutigen Hauptburg wahrscheinlich ein befestigter Amtshof der agilolfingischen Herzöge zur Überwachung der Salzschifffahrt – Fundamentreste deuten darauf hin. Dass es bereits auch eine kleine Talsiedlung am Ufer der Salzach gab, wahrscheinlich als Zollstätte, gilt als gesichert. Das Inn-Salzach-Mündungsgebiet war sowohl geografisches Zentrum des agilolfingischen Machtbereichs wie auch in relativer Nähe zu deren Residenz in Regensburg.
Nach der Verbannung des letzten agilolfingischen Herzogs Tassilo III. geriet die Siedlung zunächst unter karolingische Herrschaft. Als Salzburg von Papst Leo III. auf Bitte Karls des Großen im Jahr 798 zum Erzbistum erhoben wurde, war das gesamte ehemalige agilolfingische Stammesgebiet Teil der Kirchenprovinz Salzburg. Die weiteren Entwicklungen hatten zur Folge, dass sich Burghausen vom späten 8. Jahrhundert an als freies Reichslehen zwischen dem Hochstift Passau, dem Erzstift Salzburg und dem Herzogtum Österreich befand. Die zentrale Lage zwischen den verschiedenen Machtgebieten sollte für die kommenden Jahrhunderte entscheidend sein.

### Hochmittelalter

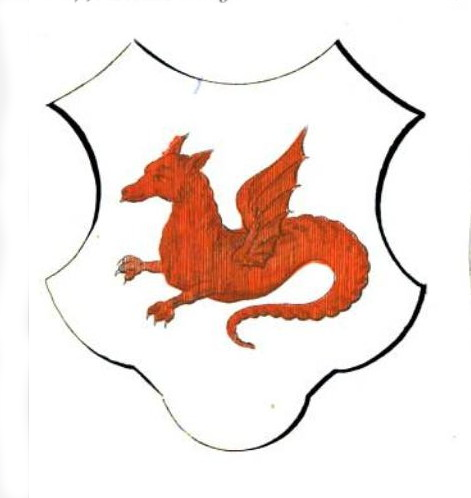
Wappen der Grafen von Burghausen

Die Umstände und der Zeitpunkt der Loslösung von Salzburg und der Geburt Burghausens als freies Reichslehen und Grafschaft liegen im Dunkeln. Im Jahr 1025 wird Burghausen in einer Urkunde Kunigundes von Luxemburg erwähnt, der Witwe des kurz zuvor verstorbenen Kaisers Heinrich II. Dies ist die älteste bis heute überlieferte schriftliche Erwähnung der Stadt. Kunigunde wollte Purchusun (Burghausen) an das Hochstift Salzburg verschenken, was aber von Kaiser Konrad II. verhindert wurde: Er sah Burghausen als unveräußerliches Reichsgut an.

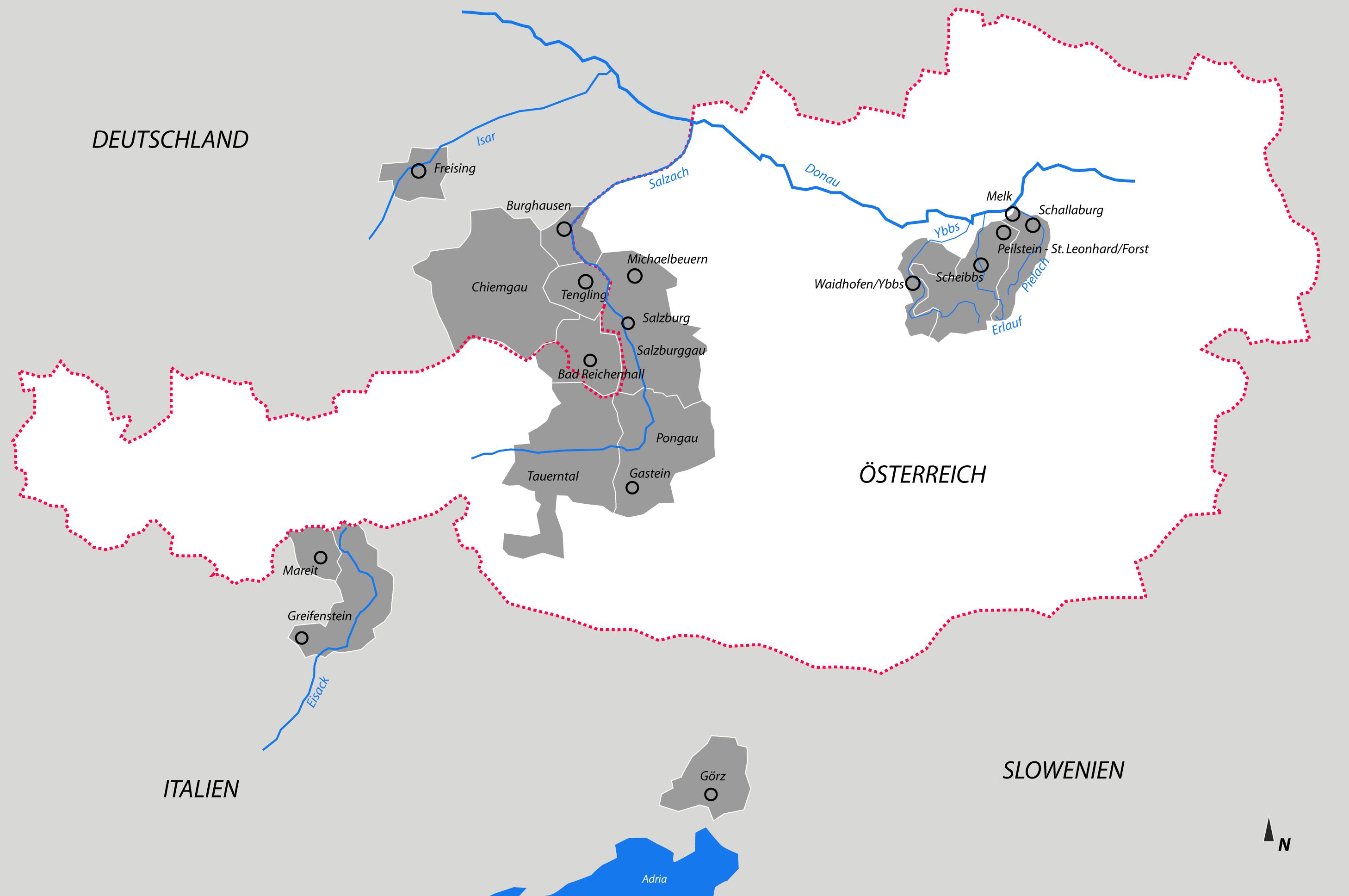
Lage Burghausens in der Grafschaft Burghausen-Schala

Die Grafen von Burghausen, eine Nebenlinie der Sieghardinger oder der Aribonen – die Genealogie ist hier unklar – sind im 11. und 12. Jahrhundert als Grafen von Burghausen (Comes de Burchhusen) nachzuweisen. Der Halbbruder der ersten bekannten Gräfin von Burghausen namens Ita war Lothar III., König und späterer Kaiser des Heiligen Römischen Reiches. Ihr Gemahl, Sieghart I. (nach anderer Schreibweise Sieghard I.), war Graf von Burghausen-Schala, ab 1072 Schirmvogt des Klosters Michaelbeuren und ab 1090 zudem des Klosters Ranshofen. Unter seiner Herrschaft fand um 1090 ein umfangreicher Um- bzw. Ausbau der Burg zu Burghausen statt, von dem noch heute Reste in der Hauptburg erhalten sind. Sieghart I. wurde 1104 während des Hoftags (curia imperatoris) in Regensburg durch Ministeriale unter Beteiligung von Einwohnern der Stadt ermordet, ohne dass der in Regensburg weilende Kaiser Heinrich IV. eingegriffen oder die Tat verfolgt hätte.
Nachfolger als Graf von Burghausen-Schala wurde dessen Sohn Sieghard II., der 1108 mit der Tochter Leopolds II., der Babenbergerin Sophia von Österreich, vermählt wurde und Burghausen 38 Jahre lang regierte. Zu seiner Regierungszeit wurde Burghausen im Jahr 1130 das Marktrecht verliehen; im selben Jahr, in dem er dem Erzbischof von Salzburg Zollfreiheit gewährte. Burghausen wurde zu diesem Zeitpunkt in Quellen bereits als „Urbs“ bezeichnet, was auf eine für hochmittelalterliche Verhältnisse stattliche Ansiedlung bzw. Einwohnerzahl hinweist. 1140 erfolgte die Weihe des Vorgängerbaus der heutigen Jakobskirche. Sieghard II. starb 1142 und ihm folgte sein Bruder Gebhard I. als Graf von Burghausen nach.
Gebhard I. regierte die Grafschaft Burghausen für 22 Jahre und taucht in vielerlei Urkunden dieser Zeit auf, meist im Umfeld der Klöster in Passau und Salzburg und am Reichstag in Regensburg. Auch am herzoglichen Hof in Wien unter Heinrich II. ist er mehrmals als Zeuge erwähnt. Gebhard I. starb im Jahr 1164. Nach anderen Angaben soll er 1163 vor Pavia geblieben sein. Nach seinem Tod entglitt der Familie Burghausen-Schala die Grafschaft Burghausen und kam an die Herzöge.
Als Todesjahr seines Sohns Gebhard II. ist sowohl 1168 als auch 1178 genannt worden. Im Jahr 1164 kam Heinrich der Welfe von Sachsen nach Bayern, um den Landesfrieden wiederherzustellen, da das Faustrecht angewandt worden war. Vermutlich in Zusammenhang mit seinen Bemühungen um die Kontrolle des Salzhandels in seinem bayerischen Herzogtum hatte der Herzog bereits im Jahr 1164 oder 1165 die Grafschaft Burghausen zum herzoglichen Fiskus eingezogen, obwohl männliche Nachfahren der Grafen Burghausen-Schala noch lebten, darunter auch zwei Neffen. Die genauen Umstände hierzu sind nicht bekannt, jedenfalls finden sich schon in Überlieferungen aus dem Jahr 1166 mehrere Burghauser Ritter im Gefolge Heinrichs, bei denen es sich aber nur um Burgmänner gehandelt haben kann, und Anfang 1176 hielt er für über eine Woche Hof- und Gerichtstage in Burghausen ab. In Bayern war die Familie Burghausen-Schala noch wenige Jahrzehnte in anderen Teilen ihres Herrschaftsbereichs vertreten, zuletzt 1190.

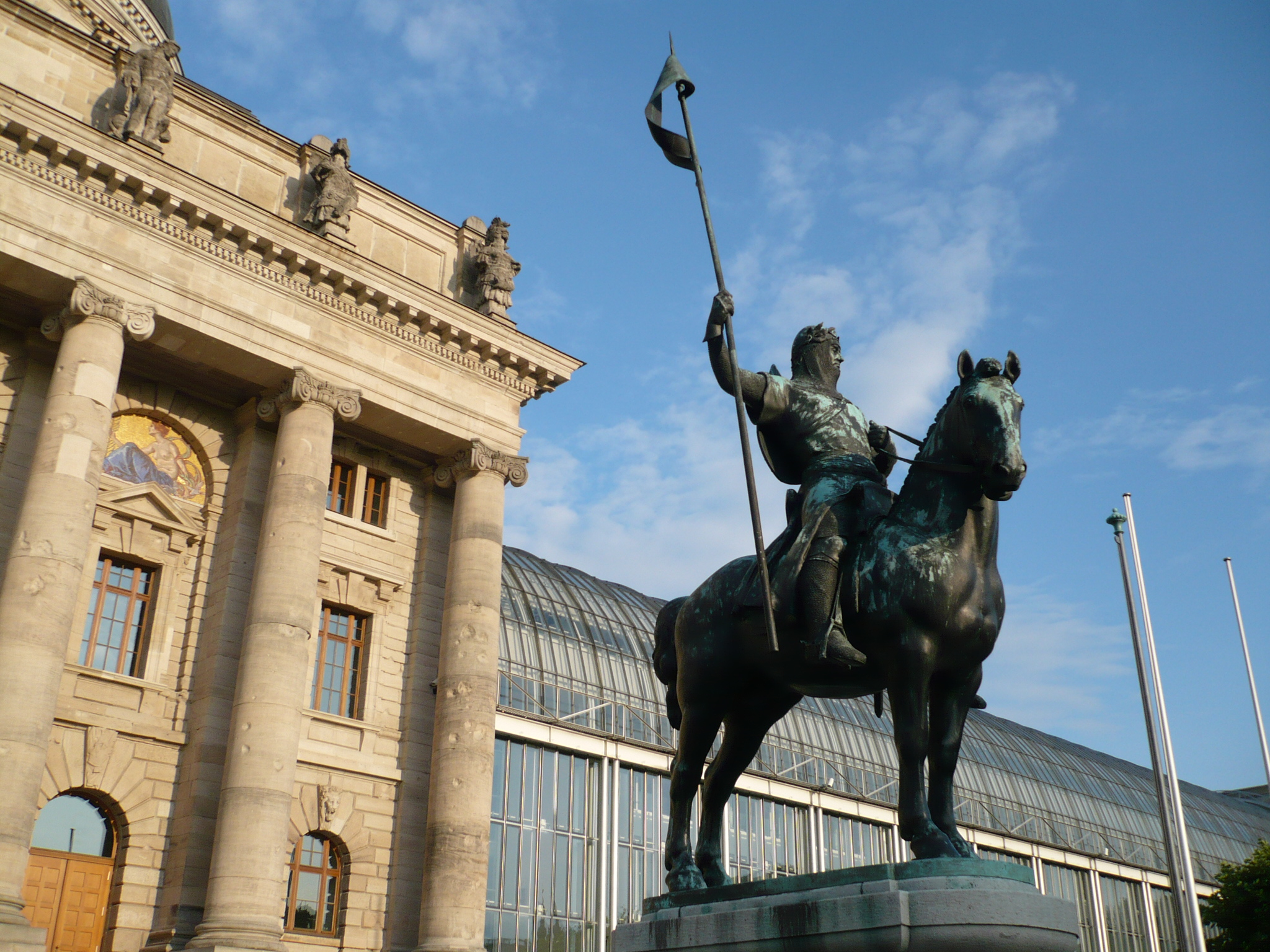
Idealisierte Darstellung Ottos I. im Hofgarten in München

Im Jahr 1180 wurde der Wittelsbacher Herzog Otto I. mit der Grafschaft belehnt. Bis zur Novemberrevolution im Jahr 1918 sollte Burghausen von diesem Zeitpunkt an unter der Herrschaft der Wittelsbacher bleiben. Es ist nicht unwahrscheinlich, dass Burghausen zu dieser Zeit zusammen mit einer Reihe von anderen bayerischen Orten das Stadtrecht verliehen bekam; ein schriftliches Zeugnis über die Verleihung des Stadtrechts ist allerdings nicht überliefert. Im Rahmen von privaten Grabungen in dem Keller eines Altstadthauses, der Gaststätte „Knoxoleum“, wurden 2008 Reste einer bis dahin unbekannten Stadtmauer freigelegt, die wahrscheinlich aus dem 11. oder 12. Jahrhundert stammt; auch das könnte ein Indiz für die Verleihung der Stadtrechte in diesem Zeitrahmen sein. 1224 befand sich in Burghausen jedenfalls bereits ein herzogliches Gericht mit zwei Schergenämtern.
Ab dem späten 12. Jahrhundert erscheinen in der Überlieferung zunehmend Namen aus dem Stadtleben Burghausens. Meist handelt es sich um reiche Bürger, die als Spender an umliegende Klöster in Erscheinung treten; zuweilen finden auch Handwerker Erwähnung. Aber auch Burghauser Ritter tauchen immer wieder in verschiedenen Zusammenhängen auf, unter anderem auf Reichstagen in Frankfurt am Main und Regensburg. Ein Beispiel ist Friedrich aus dem Holz, der im Jahr 1180 mit der Maut zu Burghausen belehnt wurde – ab diesem Zeitpunkt nannte sich das Geschlecht Mautner, häufte mit der Besteuerung des Salzhandels immense Reichtümer an und erbaute an einer Stelle der Altstadt ein Gebäude, das bis heute Mautnerschloss genannt wird. Trotz dieser Einzelfälle liegt der Fokus aus Gründen der Quellenlage aber noch für Jahrhunderte auf den Herrschern: von der großen Mehrheit der Menschen dieser Zeit und ihrem Alltag existiert kein schriftliches Zeugnis, sondern lediglich spärliche archäologische Befunde.
Otto II. empfing im Jahr 1235 den aus Italien heimkehrenden Friedrich II. in Burghausen. In diesem Zusammenhang ist in den Quellen erstmals von einem Mautsystem für den Salzhandel über die Salzach die Rede, bestanden hat es wohl aber schon lange vorher. Nach dem Tod Ottos II. im Jahr 1253 regierten für kurze Zeit seine beiden Söhne gemeinsam, 1255 aber kam es zur ersten Teilung des wittelsbachischen Herrschaftsgebiets: Burghausen fiel mit Niederbayern an Herzog Heinrich XIII., der Burghausen zu seiner zweiten Residenz neben Landshut bestimmte, sie mit eigenem Recht und Gericht unmittelbar dem Herzog unterstellte und damit die spätmittelalterliche Blütezeit der Stadt einläutete. Entscheidend war mit der Erhebung Burghausens zur Residenzstadt vor allem auch die Verfügung der Herzöge, dass das gesamte Salz aus Hallein zunächst über den Wasserweg Salzach transportiert werden musste und erst an der Zollstelle in Burghausen zum weiteren Transport angelandet werden durfte. Diese Verfügung war entscheidend für den großen Reichtum und politischen Einfluss Burghausens in den folgenden Jahrhunderten, und sie war keineswegs unumstritten: 1275 etwa entschied Heinrich XIII. einen Streit mit dem Salzburger Erzbischof Friedrich II. von Walchen für sich und setzte sich gegen die flussaufwärts gelegene Stadt Tittmaning (Tittmoning) durch, die Burghausen als Salzanlande- und Mautstelle ablösen wollte.

### Spätmittelalter

#### Burghausen wird Residenz

Ältestes Stadtsiegel von Burghausen aus dem Jahr 1290

Nach der ersten Teilung Bayerns ab 1255 wurde unter dem etwa 20-jährigen Herzog Heinrich XIII. auf dem Bergrücken über der Stadt eine neue Burg gebaut, die zu Teilen noch heute erhalten ist: die Schlosskapelle im inneren Schloss der Burg zu Burghausen gilt als der älteste frühgotische Sakralbau im südbayerischen Raum, aus derselben Zeit stammen Dürnitz und Kemenate. Im Jahr 1272 taucht zum ersten Mal eine Salzachbrücke in einer Urkunde auf, die sich wohl in etwa an der Stelle der heutigen „alten Brücke“ befand.
Das älteste bekannte Siegel der Stadt Burghausen stammt aus dem Jahr 1290 und findet sich auf einem Brief des Rats der Stadt. Wahrscheinlich stammte es aus dem 12. Jahrhundert – es ist nicht überliefert. Es zeigte einen starken gotischen Turm in der Mitte, der von zwei romanisch anmutenden kleinen Türmchen eingerahmt ist. Die drei Türme sind von einer Mauer umgeben, in deren Mitte sich ein großes Tor befindet. Das heutige Wappen von Burghausen ist stark an dieses hochmittelalterliche Vorbild angelehnt.

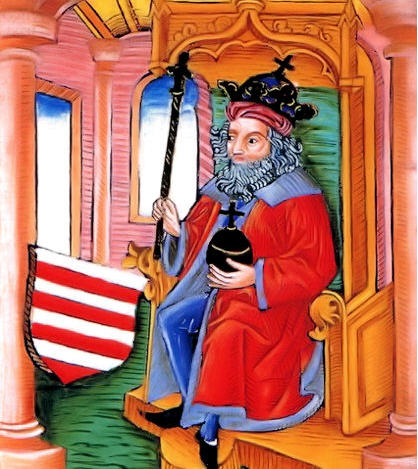
Otto III. von Bayern, Herzog von Bayern und König von Ungarn

1290 starb Herzog Heinrich XIII. und sein ältester Sohn Otto III. übernahm, nach dem Willen des Vaters mit Unterstützung seiner Brüder, die Herrschaft als Herzog von Niederbayern. Otto war zwischen 1305 und 1307 als Béla V. zugleich ungarischer König, was letztendlich auch zu schweren Auseinandersetzungen mit den Habsburgern führte und 1310 schließlich in einen Krieg mündete. Die Umgebung Burghausens und auch die Stadt wurden dabei verwüstet, die Burg wurde jedoch von den Wittelsbachern und ihren Gefolgsleuten gehalten. Die Auseinandersetzung endete mit dem Frieden von Salzburg 1311. Die machtpolitischen Ambitionen Ottos III. hatten außergewöhnliche finanzielle Belastungen zur Folge, und nach dem Tod seiner beiden Brüder, die ebenfalls Schulden hinterließen, sah sich Otto gezwungen, neue Geldquellen zu erschließen. Im Jahre 1311, nach Abschluss des Friedens von Salzburg, verkaufte er die Niedere Gerichtsbarkeit, die bisher allein dem Landesherrn zustand, an den Adel und den Klerus seines Herzogtums. Dieser Akt, die Ottonische Handfeste, wird heute als Beginn der Entwicklung der bayerischen Ständegesellschaft betrachtet. Auch Burghausen wurde damit zu einer ständischen Stadt: nach dem neuen Stadtrecht hatte die Bürgerschaft nun weitgehende Mitspracherechte. In den Überlieferungen findet sich ein Rat der Zwölf, der gebildet aus Vertretern der herzoglichen Dienstleute und der Handelsherren, die sich wiederum in erster Linie aus den sogenannten Salzherren zusammensetzten.
Nach dem Tod Ottos III. erhielt sein Sohn Heinrich XIV. die Macht, zunächst noch bis 1319 unter der Vormundschaft seines Vetters Kaiser Ludwig des Bayern, und dann einige Jahre zusammen mit seinen Brüdern. Zu Beginn des 14. Jahrhunderts sind auch enger werdende Beziehungen zum Kloster Raitenhaslach belegt – so unterhielt das Kloster ein steuerbefreites Gut in Burghausen, das für Übernachtungen bzw. Besuche der Geistlichen in der Stadt benutzt wurde. 1322 erhielt Burghausen auf herzoglichen Erlass großzügig alle Rechte der Stadt Landshut, doch – wie Bonifaz Huber in seiner Geschichte der Stadt Burghausen von 1862 schreibt: „Wie es guten Herren häufig geht, ging es auch unseren Herzogen: es reichte ihre Güte weiter, als ihr Vermögen.“ Im Jahr 1324 griffen die Stände (wohl zum ersten Mal) in die Regierung ein und setzten die Räte der Herzöge ab, um selbst einen neuen Rat zu installieren, der finanziell umsichtiger und vielleicht auch eher im Sinne der Stände walten sollte.
Zwischen Heinrich XIV. und seinen Brüdern kam Streit auf, und 1331 wurde Otto IV. das Salzburger Land, Ötting, Traunstein und Hall und die Residenz in Burghausen zugesprochen. Nach dessen Tod 1334 vermachte er sein Besitztum Kaiser Ludwig dem Bayern, weil er seinen Bruder Heinrich XIV. hasste. Dieser verleibte sich den Besitz aber mit Gewalt wieder ein, und Ludwig ließ ihn gewähren. In dieser Zeit wurde auch eine neue Befestigungsmauer mit Wehrtürmen zwischen Burg und Salzach angelegt, die heute zu großen Teilen noch vorhanden ist und Altstadt und Burg nach Süden hin abschließt. Nur 5 Jahre später wiederum starb Heinrich an Lepra und hinterließ seine Besitztümer der Witwe Herzogin Margaretha und dem erst 10-jährigen Sohn Johann, der ein Jahr später starb. Als auch Margaretha 1341 auf der Burg zu Burghausen verschied, nahm Kaiser Ludwig der Bayer Niederbayern in seinen Besitz und vereinigte die beiden Herzogtümer unter seiner Herrschaft.
Die Privilegien der Stadt Burghausen wurden während der verschiedenen Herrschaftswechsel kontinuierlich ausgebaut. Burg und Stadt nahmen mittlerweile offensichtlich eine herausragende macht- und wirtschaftspolitische Stellung ein. Auch Kaiser Ludwig bestätigte die von den vorangegangenen Herrschern erteilten Privilegien und erweiterte sie zudem erheblich: Burghausen wurde weitgehend von den üblichen Steuern befreit und erhielt neue finanzielle Privilegien in Zusammenhang mit dem Mautsystem für Anlandung und Weitertransport von Salz; außerdem wurde 1346 erneut bestätigt und festgelegt, dass alles Salz auf dem Wasserweg von Hall nach Burghausen zu transportieren sei und erst hier angelandet, verzollt und auf dem Landweg weiter transportiert werden dürfe.

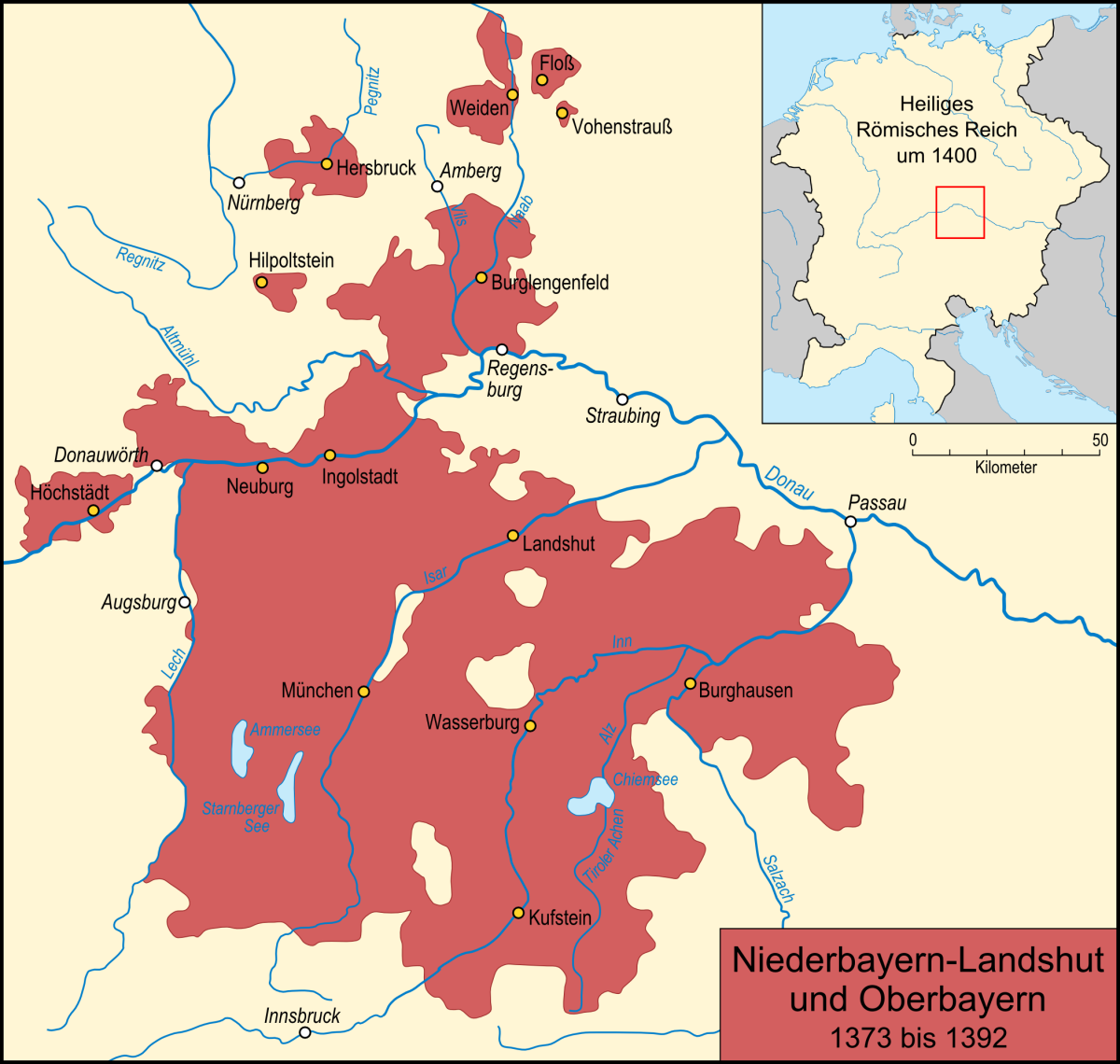
Bayern vor der Teilung 1392

Im Jahr 1347, dem Jahr, in dem die Pest zum ersten Mal in Europa ausbrach und große Teile des Kontinents praktisch entvölkerte, übernahm der Sohn Stephan mit seinen Brüdern die Herrschaft. Nach dem Vertrag von Regensburg im Jahr 1353 war Stephan dann allein Herzog von Niederbayern. Er war seit 1328 mit Elisabeth von Sizilien verheiratet. Im Zuge der Auseinandersetzungen Stephans mit den Habsburgern um Tirol, die erst mit dem Frieden von Schärding im Jahr 1369 beendet wurden, lieferten sich Soldaten des Salzburger Erzbischofs, der sich auf die Seite der Habsburger schlug, heftige Kämpfe mit den verbündeten Städten Burghausen und Braunau, die in der Verwüstung großer Landstriche in der weiten Umgebung mündeten. Nennungen einzelner Burghauser Bürger werden zu dieser Zeit in den überlieferten Urkunden immer häufiger. Meist finden sie sich in Zusammenhang mit Schenkungen oder Stiftungen an die Kirche, die urkundlich besiegelt wurden. Offenbar litt der Reichtum Burghausens auch in den Auseinandersetzungen mit Salzburg nicht.
Nach dem Tod Stephans II. regierten die drei Brüder Stephan III., Johann II. und Friedrich „der Weise“ bis zur erneuten Teilung Bayerns 1392 das Land zusammen, wobei Friedrich von Anfang an im reichen Niederbayern residierte. Er heiratete im Jahr 1381 in zweiter Ehe Maddalena Visconti, eine Tochter Bernabò Viscontis. Ende der 1380er Jahre kam es zu einigen Unruhen unter den Bürgern der Stadt, deren Ursachen ungeklärt sind, die aber offenbar ein Eingreifen des Herzogs nötig machten. Die Zeit war allgemein kriegerisch, wieder lagen die Herzöge im Zwist mit den Erzbischöfen von Salzburg, und den erhöhten Geldbedarf für ihre kriegerische Unternehmungen konnten sie zu einem großen Teil im durch den Salzhandel reichen Burghausen decken. 1387 nahm Friedrich im Rahmen des Städtekriegs den Salzburger Erzbischof Pilgrim gefangen und setzte ihn in der Burg zu Burghausen fest. Ein Jahr später ließ er ihn wieder frei und in das salzburgische Tittmoning entkommen. Die Auseinandersetzung schwelte noch einige Jahre fort, und kurz vor seinem Tod und nach der erneuten Teilung Bayerns in Bayern-München, Bayern-Ingolstadt und Bayern-Landshut, das nach wie vor von Landshut und Burghausen aus regiert wurde, schloss Friedrich ein Schutz- und Trutzbündnis mit Georg von Hohenlohe, Fürstbischof von Passau.

#### Residenz der reichen Herzöge

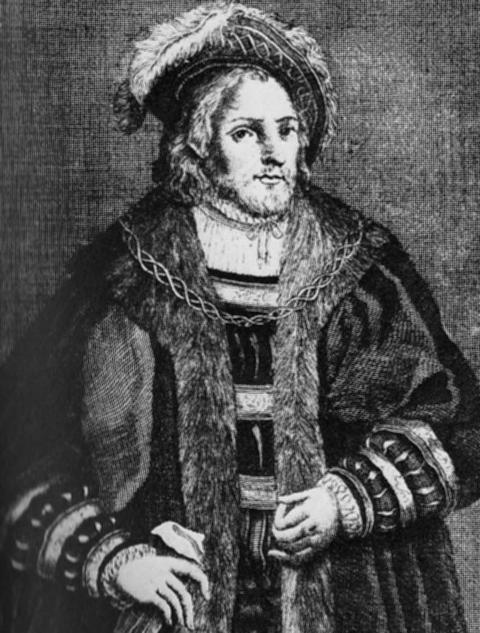
Herzog Heinrich „der Reiche“

Im Jahr 1393 folgte Friedrichs und Maddalenas Sohn Heinrich der „Reiche“ als Herzog von Bayern-Landshut nach, wurde aber bis 1404 aufgrund seiner Minderjährigkeit noch von den Vettern aus München und Ingolstadt, Johann und Stephan, bevormundet. Mit ihm begann die Glanzzeit Burghausens unter den drei „reichen“ Herzögen, und er sollte viele Jahrzehnte bis zu seinem Tod 1450 regieren. Herzog Heinrich heiratete 1412 in Landshut die Habsburgerin Margarete von Österreich. Sie hatten sechs Kinder, von denen Ludwig später die Nachfolge des Vaters antreten sollte.
Die Bautätigkeit in Burghausen nahmen auf der Schwelle zum 15. Jahrhundert weiter stark zu, nicht nur auf der Burg, sondern besonders auch in der Stadt. Schon nach einem Stadtbrand im Jahr 1353 war für den Neubau der Stadtpfarrkirche St. Jakob eine Bauhütte eingerichtet worden, die zur Oberhütte St. Stephan in Wien gehörte. Sie genoss hohes Ansehen im süddeutschen Raum und brachte Baumeister wie etwa Hans von Burghausen hervor, der in der Region und darüber hinaus eine umfangreiche Bautätigkeit entfaltete. 1397 wurde eine Leprosenkirche von Bürgern der Stadt gestiftet und wenige Kilometer südlich der Stadt (im heutigen Stadtteil „Heilig Kreuz“) errichtet. Sie wurde 1477 von dem Burghauser Meister Hans Wechselberger zuletzt verändert.
Im Jahr 1399 wurde erstmals ein „Vicedom“ in Burghausen urkundlich erwähnt; aus dem Vitztumsamt sollte später das Rentamt Burghausen hervorgehen. 1400 ereignete sich ein macht- und kirchenpolitisches Gerangel um die Stadtpfarrei in Burghausen, damals ein wichtiger Machtfaktor im sozialen Gefüge der Stadt und vor allem über Absagen und Spenden eine wichtige Einnahmequelle für die Kirche. Bisher waren es die Erzbischöfe von Salzburg, die über die Burghauser Stadtpfarrei bestimmten und verfügten. Zur Aufbesserung ihrer Einkünfte schafften es die Zisterzienser des Klosters Raitenhaslach, Salzburg und auch den als äußerst korrupt bekannten Papst Bonifatius IX. davon zu überzeugen, dass sie künftig über die Pfarrei in und die Einkünfte aus Burghausen bestimmen und verfügen sollten. Burghauser Bürger wiederum schafften es offensichtlich, den Papst persönlich in Rom davon zu überzeugen, dass Raitenhaslach genügend Einkünfte habe und außerdem Burghausen künftig selbst über seine Pfarrei verfügen sollte. 1401 verfügte Papst Bonifatius IX. die Unabhängigkeit des Klosters Raitenhaslach von Salzburg und die Verfügungsgewalt der Burghauser Herzöge über ihre Stadtpfarrei, dessen Pfarrsitz gleichzeitig von Mehring nach Burghausen verlegt wurde.
Im Jahre 1409 war der Graf von Ortenburg, der Ansprüche auf Teile des niederbayerischen Gebiets erhoben hatte, als Gefangener in der Burg zu Burghausen, bis er Herzog Heinrich XVI. seine Treue schwor und wieder freigelassen wurde. Weiteres kurioses Geschehen ist aus dem Jahr 1414 überliefert, als der Herzog alle seine Gläubiger in die Burg rief, um ihre Schuldscheine vorzulegen: eine Fälscherbande war gefasst worden, sie hatten das herzogliche Siegel gefälscht und falsche Schuldscheine in den Umlauf gebracht.
1421 ließ Herzog Heinrich die Burg in Törring niederreißen, deren Besitzer sich, wahrscheinlich angestachelt von Heinrichs Rivalen Herzog Ludwig von Ingolstadt, gegen Burghausen verschworen hatten. Heinrich war angeblich mit einer großen Schar Menschen aus Burghausen, Reichenhall, Altötting und Braunau erschienen, hatte die Burg belagert, gestürmt und geplündert, und schließlich dem Erdboden gleichgemacht. Sogar die Steine wurden zum Ausbau der Burg zu Burghausen davongetragen. Kurz darauf verschenkte der Herzog mehrere Häuser in Burghausen an Bürger – wahrscheinlich als Belohnung für die tatkräftige Unterstützung in Törring.

Schnitt einer Zille. Die Bauform ist einer Plätte sehr ähnlich, wie sie auch auf der Salzach zum Salztransport eingesetzt wurde

1430 hielten die niederbayerischen Stände aus dem Herrschaftsbereich Heinrichs XVI. einen Landtag in Burghausen ab. Bei dieser Gelegenheit wurde das weitere Vorgehen im Zusammenhang mit den Hussitenkriegen beraten, die im benachbarten Böhmen tobten. In der Folge wurden des Öfteren Landtage in Burghausen abgehalten. Ein Jahr später wurde zwischen Herzog Heinrich und dem Salzburger Erzbischof Johann II. von Reisberg ein neuer Vertrag zur Salzachschifffahrt abgeschlossen. Kurz später wurde das Bündnis mit dem Hochstift Passau erneuert.
Ein Einblick in die Wehrhaftigkeit Burghausens zu dieser Zeit gibt eine überlieferte Musterung der Burghauser Bürger: 73 Männer erschienen in voller Rüstung, mit Sturmhauben, Panzern und Hellebarden versehen waren 38 Männer, ein Pferd und Schlachtschwerte besaßen 6 Männer. Gegen Ende des Jahrhunderts tauchten dann die ersten Musketen bei den Musterungen in Burghausen auf.
1445 kam Ludwig „der Gebartete“, Herzog von Bayern-Ingolstadt, als Gefangener auf die Burg zu Burghausen. Sein Sohn Ludwig „der Bucklige“ hatte ihn an Heinrich verraten; der Streit mit Ludwigs Bruder Heinrich hatte sich über Jahrzehnte hingezogen und endete schließlich mit dem Tod Ludwigs „des Gebärteten“ in Burghauser Gefangenschaft im Jahr 1447. Im selben Jahr starb auch Heinrichs Frau, die Habsburgerin Margarete, und drei Jahre später folgte ihr Heinrich nach. Alle wurden in Raitenhaslach beigesetzt.

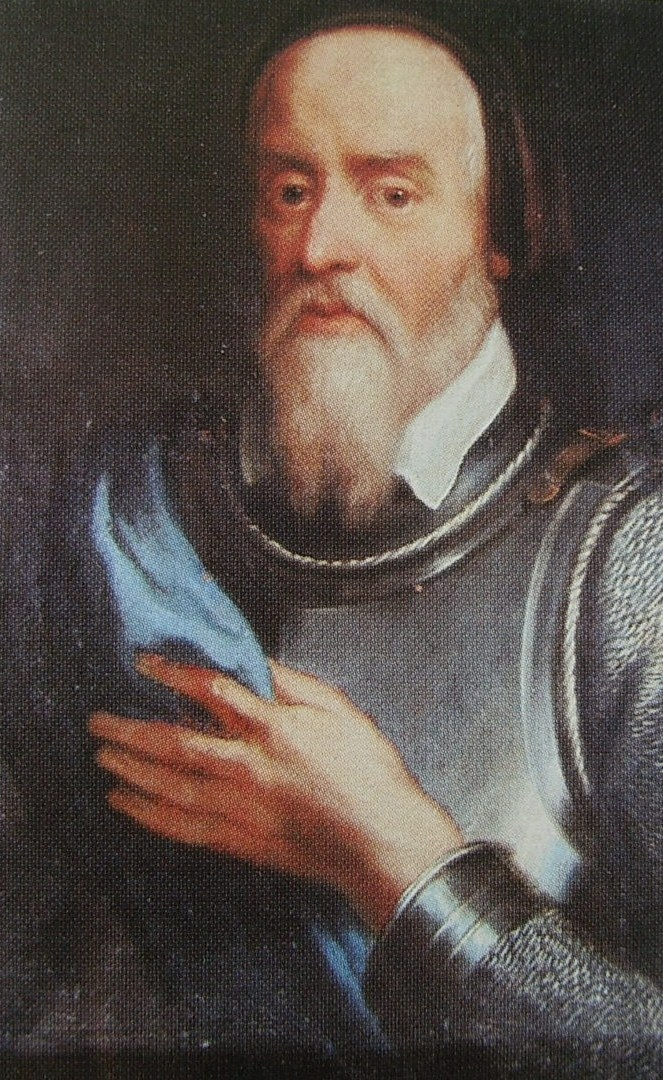
Herzog Ludwig „der Reiche“

Nachfolger Heinrichs XVI. wurde Sohn Ludwig „der Reiche“, der knapp 30 Jahre lang von Burghausen aus regierte. In seinem ersten Herrscherjahr war er für umfangreiche Judenverfolgungen verantwortlich, in deren Zuge alle Menschen jüdischen Glaubens enteignet und gewaltsam vertrieben wurden. Nur durch Zwangstaufe konnten die Menschen diesem Schicksal entgehen. Im selben Jahr eignete er sich große Teile des erledigten Bayern-Ingolstadt an. 1452 heiratete Ludwig Prinzessin Amalia von Sachsen. Für die Hochzeit in Landshut soll er eine Woche lang 22000 Gäste und 9000 Pferde auf seine Kosten bewirtet und so seinen sprichwörtlichen Reichtum demonstriert haben.
Ludwigs Herrschaft ist zu einem großen Teil von Kriegen und Gewalt geprägt. So war er neben den Judenverfolgungen auch einer der Hauptakteure des Bayerischen Krieges von 1459 bis 1463, für den er seine Kämpfer in Burghausen sammelte und zu einem nicht unwesentlichen Teil auch in Burghausen und Umgebung rekrutierte. In der Schlacht bei Giengen besiegte er mit seinen Verbündeten letztendlich die Armeen unter der Führung seines Gegners Albrecht Achilles und ließ die erbeuteten Fahnen zur Demonstration seines Sieges von der Burg zu Burghausen wehen.
In Burghausen wurde 1453 eine erste Handwerksordnung von den Kürschnern erbeten, die der Burghauser Rat daraufhin verfasste und die dieses Handwerk künftig regeln sollte. Die Ordnung ist bis heute erhalten. Danach sollte jeder Kürschner, der in Burghausen Meister werden wollte, seine eheliche Geburt nachweisen, sein Können vor den ortsansässigen Meistern beweisen und sich danach „mit echtem Osterwein“ einkaufen müssen. Die Söhne der Burghauser Meister waren von diesem Verfahren ausgeschlossen. Im Jahre 1478 folgte dann eine Bäckerordnung, 1480 eine Zunftordnung für die Weber, 1481 eine Ordnung für die Schuhmacher, und so fort – sie alle waren im Prinzip der Handwerksordnung für die Kürschner ähnlich.

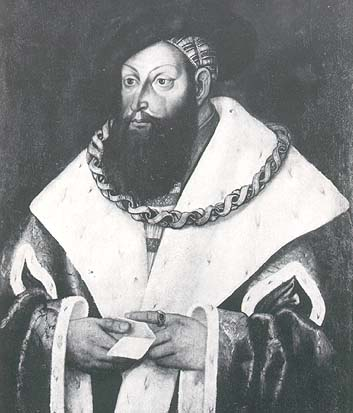
Herzog Georg „der Reiche“

1479, nach dem Tod Ludwigs „des Reichen“, folgte ihm sein Sohn Georg „der Reiche“ auf den Herrscherstuhl nach. Es sollte der letzte herzogliche Regent mit Sitz in Burghausen sein. Auch seine Herrschaft war von starken Expansionsbestrebungen geprägt, wobei er allerdings zunächst aus seinem Reichtum schöpfte und die Gebietsgewinne in Form von massiven Ankäufen erfolgten. Die Machenschaften des Wittelsbachers erregten jedoch den Unmut Kaiser Friedrichs III., so dass Georg letztendlich den Großteil der erworbenen Gebiete mit großem Verlust wieder abgeben musste.

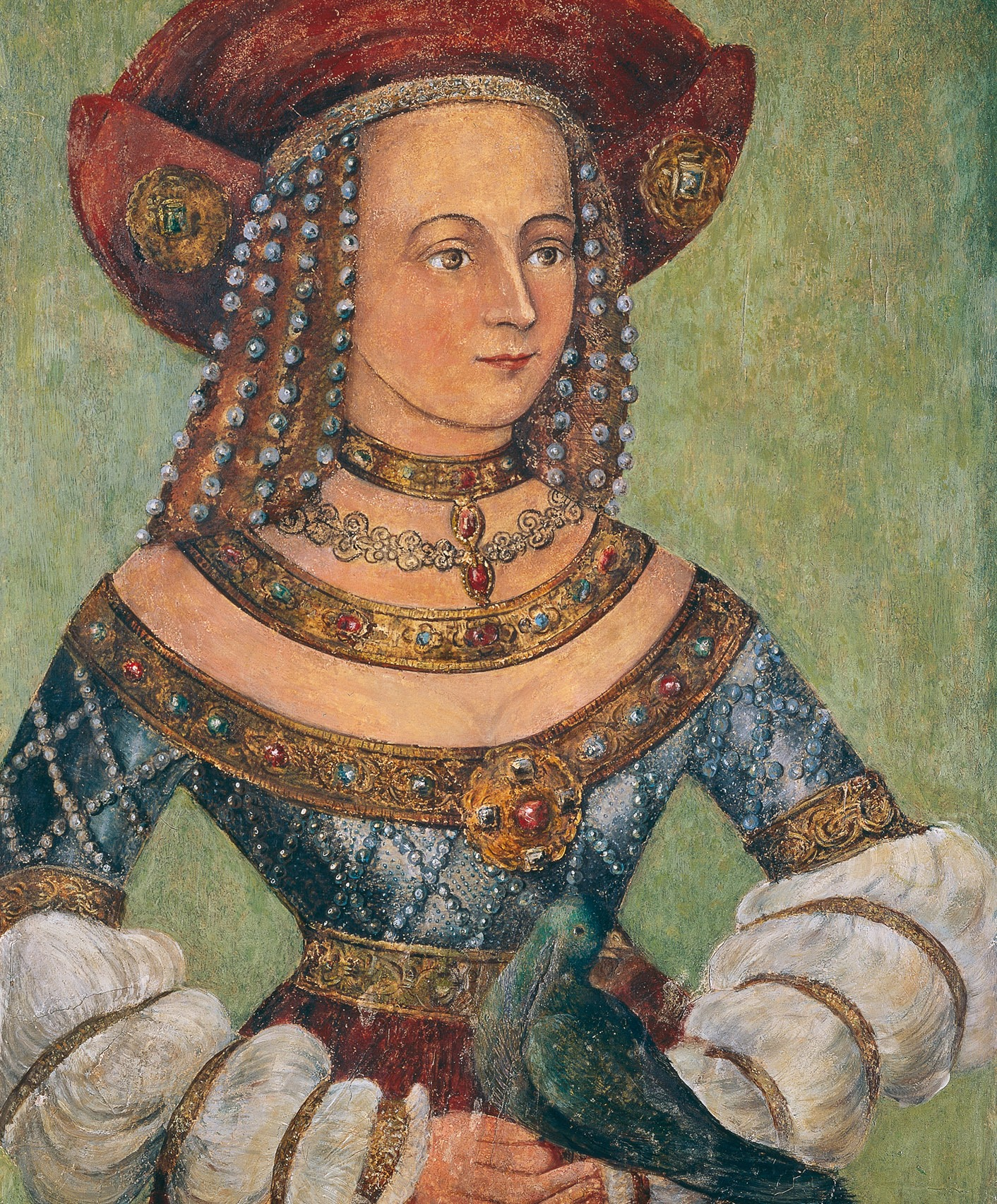
Herzogin Hedwig von Bayern

Bereits 1475 heirateten Georg und Prinzessin Hedwig von Polen in Landshut, die Hochzeit ging als Landshuter Hochzeit in die Geschichte ein. Für Burghausen, besonders für die Burg über der Stadt, begann mit dem Amtsantritt Georgs und dem Einzug Hedwigs zunächst eine rege Bautätigkeit. Eine ganze Reihe von Bauwerken sind bis heute unverändert erhalten, dazu gehören auch die heute sogenannte Hedwigskapelle auf der Burg und 1484 die Schatzkammer im inneren Schloss, die Georg weiter ausbauen und neu befestigen ließ. Stärker befestigt wurden auch die Außenwerke der Burg, besonders nach Norden hin. Teilweise sollen bis zu 4000 Arbeiter mit diesen Aus- und Umbauten beschäftigt gewesen sein. Die großen Kosten, die diese Vorhaben verschlangen, veranlassten Georg zur Erhebung einer Steuer auf Bier und Wein, den Bierpfennig, der erst nach erheblichem Murren von der Bürgerschaft akzeptiert wurde. Aber auch reiche Bürger Burghausens beteiligten sich an den Bautätigkeiten jener Zeit; so wurde auf private Initiative die Straße in Richtung Tittmoning bzw. Salzburg ausgebaut und befestigt.

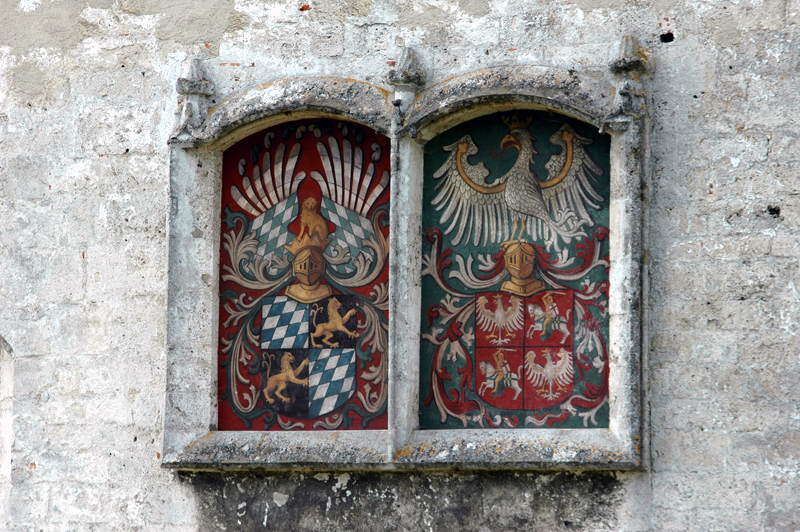
Bayerisch-polnisches Allianzwappen auf der Burg

Herzogin Hedwig starb 1502, ein Jahr später auch Herzog Georg. Entgegen der Abmachung zwischen den beiden noch übrigen bayerischen Herzogtümern Bayern-München und Bayern-Landshut, nach der bei Fehlen eines männlichen Erben das Herzogtum an das jeweils andere fallen sollte, setzte Georg noch zu Lebzeiten seine Tochter Elisabeth und ihren Mann Rupprecht als Erben ein. Nicht überraschend missfiel dieser Verstoß gegen die Abmachung Herzog Albrecht, und der Landshuter Erbfolgekrieg von 1504/05 begann, in dessen Verlauf weite Teile Bayerns verwüstet wurden. Rupprecht machte Burghausen zu seinem Hauptwaffenplatz. Er zog seine Truppen und die seiner Verbündeten in der Stadt zusammen. „Von hier aus wurden Braunau und Wasserburg erobert und die ganze Umgebung mit Raub, Mord und Brand erfüllt. Vieh, Getreide und Wein, soviel man dessen auftreiben konnte, wurde in großer Menge nach Burghausen zusammengeschleppt.“ Rupprecht ließ die Schätze der reichen Herzöge aus Burghausen fortschaffen, von einer großen Menge Gold, Edelsteinen und vielerlei Kostbarkeiten ist in Quellen die Rede. Aber schon im Sommer 1504 starb Rupprecht, wenige Wochen später seine Frau Elisabeth, beide an der Ruhr. Rupprechts Vater Philipp „der Aufrichtige“ führte die Auseinandersetzungen zunächst noch fort, bis der Schiedsspruch König Maximilians in Köln den Erbfolgekrieg beendete. Am Ende wurde Albrecht IV. Herzog der wieder vereinigten Bayern-München und Bayern-Landshut, was auch der ursprünglichen Abmachung der Wittelsbacher Herrscher entsprach.
Im November des Jahres 1504, noch vor Beendigung des Erbfolgekrieges, aber nach dem Tod Rupprechts und Elisabeths, geriet Burghausen in Brand. Das Feuer war angeblich bei einem Pulvermacher ausgebrochen. Die Stadt brannte wohl einen ganzen Tag lang; das Feuer soll bis Passau sichtbar gewesen sein. Nahezu die gesamte Stadt entlang der Salzach brannte ab, unzählige Menschen kamen ums Leben, selbst die in der Stadt gelagerten Kanonen sollen in der unglaublichen Hitze geschmolzen sein. Das Feuer breitete sich von Süden nach Norden aus, erreichte den Hauptplatz also zuletzt, nur die Burg blieb vom Feuer verschont.
Die Stadt wurde wieder aufgebaut. Die aus Stein gemauerten Gerippe wurden, sofern noch brauchbar, wieder verwendet. Die Ausgaben der Stadtkammer Burghausen für 1505 weisen in erster Linie Ausgaben für Bauholz und Schindeln auf. Aber noch Jahrzehnte später wurde von „öd liegenden Hofstätten“ in der Stadt berichtet. Die Stadt blieb auch unter Albrecht IV. Regierungsstadt und wurde nach der Neuorganisation der Verwaltung im vereinigten Bayern von nun an Rentamt genannt. Als Residenz fungierten Burg und Stadt aber fortan aber nicht mehr.

## Frühe Neuzeit
Der Stadt Burghausen wurde 1505 neben München, Landshut und Straubing eines der vier Rentämter im neu geordneten Bayern zuerkannt. Burghausen gehörten neben dem eigenen Stadtgericht nun die Gerichte Julbach, Kling, Kraiburg, Mörmoosen, Neuötting, Trostberg, Braunau, Friedburg, Mauerkirchen, Ried im Innkreis, Schärding, Wildshut und ab 1579 auch Mattighofen an. Burghausen blieb weiterhin administrativer Mittelpunkt der Region. Einen Nachklang fürstlicher Hofhaltung erlebte die Stadt durch die langjährige Anwesenheit des Erbprinzen Wilhelm IV. und seines Bruders Ernst; Wilhelm IV. wählte auch während seiner Regierungszeit Burghausen noch mehrmals als Treffpunkt und Verhandlungsort. Zu Beginn des 16. Jahrhunderts lebte auch Johannes Aventinus in der Stadt. 1514 kam es zu einem weiteren Brand, dem ein Teil der gerade wieder errichteten Gebäude zum Opfer fielen. Gelöscht werden konnte er nur deswegen relativ schnell, weil die Fischer der Stadt vorher beauftragt worden waren, Löcher in das Eis der zugefrorenen Salzach zu schlagen, um im Falle eines Brandes Löschwasser zu haben. Die Erinnerung an die große Katastrophe von 1504 war noch frisch.
Aus dem 16. Jahrhundert sind Berichte von reichem Bürgerleben in der Stadt überliefert. Der Magistrat der Stadt und des Rentamts sowie das wohlhabende Bürgertum scheinen nicht wenige üppige und spektakuläre Feste veranstaltet zu haben, die im weiteren Umkreis großen Anklang fanden. Im Jahr 1525, als besonders in Schwaben und Franken der Bauernkrieg tobte, blieb auch Burghausen davon nicht unberührt. Im Mai des Jahres wird von zwei Schiffen voller Flüchtlinge aus Salzburg berichtet, unter denen sich in erster Linie die Frauen der Salzburger Räte befanden. Zuvor schon waren wertvolle Gegenstände umliegender Klöster auf die Burg in Sicherheit gebracht worden. Kriegerische Auseinandersetzungen zwischen Bauern und herzoglichen Truppen fanden in Burghausen aber letztendlich nicht statt. 1534 und 1546 kamen spanische Truppen mit deren Frauen und Kindern und großem Tross durch die Stadt, die Kaiser Karl V. im Zuge der Konfessionskriege zu Hilfe gerufen hatte. Für das Jahr 1548 ist in der Kammerrechnung verzeichnet, dass das „Schmalerl“, ein heute noch bestehender steiler Fußweg auf der Salzachseite gegenüber von Burghausen, mit Geländer und Stufen versehen wurde.
Kurz nach Erlangung der Herzogswürde kam 1551 Herzog Albrecht V. nach Burghausen, um die Huldigungen der Burghauser Bürger entgegenzunehmen und wie seine Vorgänger die alten Rechte und Freiheiten der Stadt zu bestätigen. Im Jahre 1554, erstaunlich früh, ist zum ersten Mal von einem Buchhändler in Burghausen die Rede – ein Indiz dafür, dass Burghausen nach wie vor ein kulturelles Zentrum der Region gewesen sein muss. Dass das Feuer von 1504 nach wie vor in lebhafter Erinnerung war, zeigen eine vom Magistrat beschlossene Feuerordnung von 1552 ebenso wie weitere Verordnungen in den Folgejahren, die ein Signalsystem mit Fahnen für den Brandfall festlegten.
Von den erwähnten Konfessionskriegen war in der Umgebung Burghausens nach wie vor wenig zu spüren; trotzdem erließ Herzog Albrecht 1558 auch für das Rentamt Burghausen ein Mandat, das reformatorische Bestrebungen verbot und unter strenge Strafe stellte. Auch im 16. Jahrhundert folgte der Erlass weiterer Handwerks- und Zunftordnungen; 1562 etwa wurde vom Magistrat eine Handwerksordnung für die Metzger aufgestellt, Jahre später für die Brauer.
1574 fertigte Jakob Sandtner im Auftrag Albrechts ein außerordentlich detailliertes Holzmodell der Stadt und Burg zu Burghausen an. Es zählt zu den ältesten verlässlichen Stadtmodellen überhaupt und gibt einen hervorragenden Überblick von Burghausen kurz nach seiner Residenz- und Blütezeit. Kurz vor seinem Tod 1579 besuchte Herzog Albrecht dann zum letzten Mal Burghausen und erließ kurz darauf den Befehl, Burg und Markt Mattighofen mit Gewalt zu nehmen. Die Stadt Burghausen hatte das militärische Kontingent zu stellen und eroberte den Markt ohne Gegenwehr kurz darauf, der dann in das Rentamt Burghausen eingegliedert wurde.
1580, kurz nachdem er seinem verstorbenen Vater als Herzog nachgefolgt war, kam Wilhelm V. nach Burghausen. Es wurde die Bitte an ihn herangetragen, dem Magistrat der Stadt künftig das Stadtrichteramt direkt zu übergeben. Im Jahr darauf gab er der Bitte unter einigen Bedingungen und gegen eine kräftige Bezahlung aus der Stadtkasse statt; so blieben etwa der Adel, die Offiziere und die herzoglichen Diener unter der unmittelbaren Gerichtsbarkeit des Herzogs; dem Stadtrichter stand aber von nun an zu, über den Einsatz der „peinlichen Befragung“ frei zu entscheiden: von diesem Recht machten die Burghauser Stadtrichter in der Folgezeit reichlich Gebrauch. Auch der Scharfrichter unterstand nun dem Magistrat der Stadt; in vielen Zunft- und Gewerbeordnungen der Stadt wurde festgelegt, dass Folterknechte und Scharfrichter von den jeweiligen Berufen auszuschließen seien. Durch das Rentamt Burghausen wurden in der Folgezeit Tausende von Menschen gefoltert und hingerichtet; die letzte Hinrichtung fand erst 1831 statt. Der Hinrichtungsplatz war auf einem Feld wenige Kilometer nördlich der Burg – oft wurden die Verurteilten zur Abschreckung aber auch direkt in ihren Wohnorten umgebracht.
Aber auch von vergleichsweise harmlosen Dekreten des Burghauser Stadtrichters ist in den Quellen die Rede: Im Jahr 1663 etwa wurde ein Vermummungsverbot erlassen, ein Verbot von Mützen, die man über das Gesicht ziehen und „unter deren Schutze man mancherlei Unfug begehen konnte, wie solche jetzt Bürger und Bauern, Diener und Knechte statt der Hüte zu tragen gewohnt seien.“ Wenige Jahre später wurden auf Befehl des Stadtrichters Nachtwachen aufgestellt, die den zu lauten nächtlichen Umtrieben der Studenten des neuen Gymnasiums Einhalt gebieten sollten.

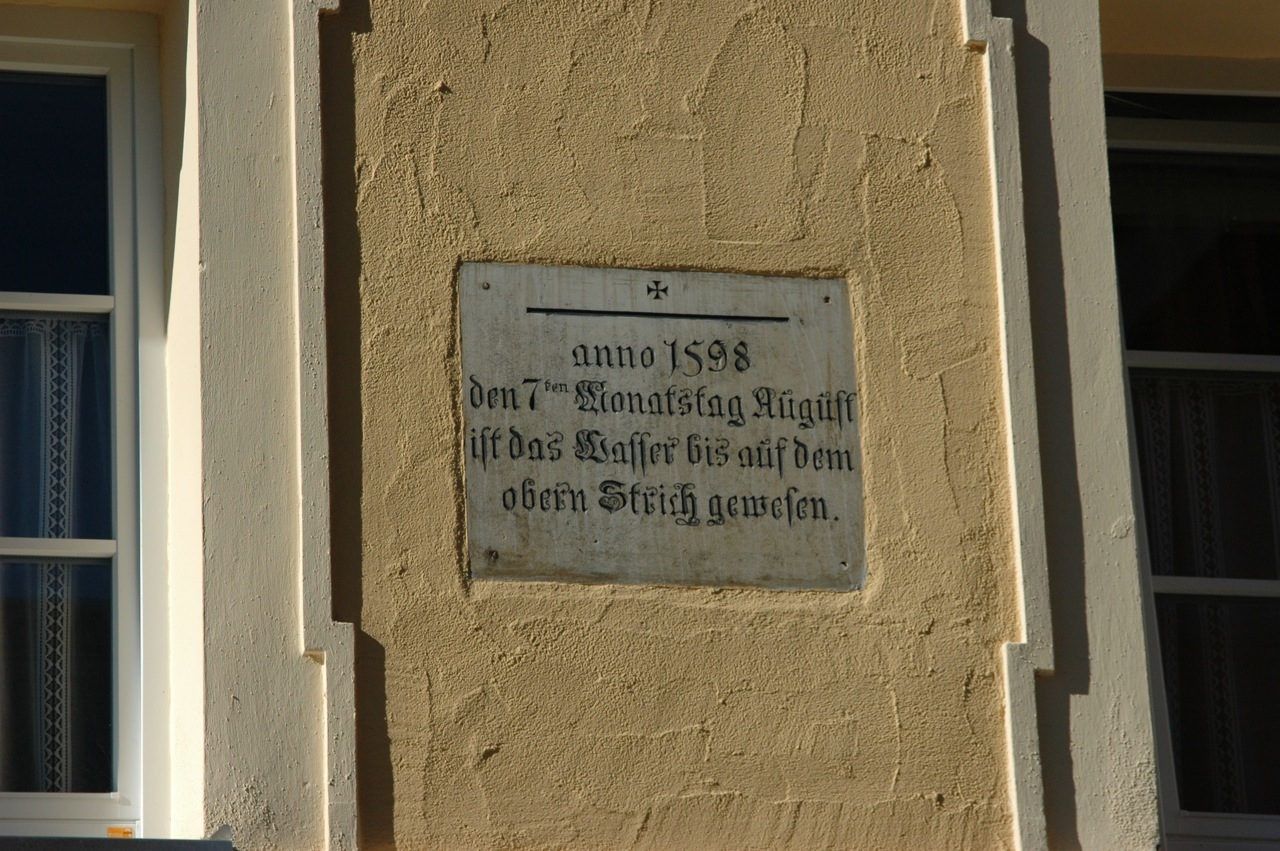
Eine Tafel auf Höhe des ersten Obergeschosses zeugt noch heute von der Hochwasserkatastrophe 1598

Ab 1590 begann in der Zaglau, im Norden der Altstadt, der Bau eines neuen herzoglichen Salzstadels, der erst 1600 vollendet wurde. Die Rede ist von einem bis unter das Dach gemauerten Speichergebäude, die Balken und Dachschindeln aus Lärchenholz. Als das Gebäude fertig war, war das Salzmonopol für Burghausen bereits verloren. Der Handel mit dem „weißen Gold“ gelangte in herzogliche Hände. Aus dem Jahr 1594 sind zum letzten Mal Einnahmen aus der Salzmaut überliefert. Eine entscheidende Einnahmequelle war versiegt. Kurz darauf, im Jahr 1597, ist in den Quellen von einer Seuche die Rede, der eine große Zahl der Bewohner Burghausens zum Opfer fiel. 1598 fand eine der verheerendsten Überschwemmungen in der Geschichte Burghausens statt, die die gesamte Stadt entlang der Salzach überflutete. Die Häuser direkt am Fluss standen bis zum Dach im Wasser, noch heute erinnert eine Hochwassermarke an dem alten Bäckerhaus gegenüber dem Mautnerschloss an die Katastrophe. Die Brücke wurde weggerissen, auch die Häuser am höher gelegenen Stadtplatz nahmen großen Schaden. Viele Todesopfer waren zu beklagen. Wochenlang waren die Menschen in der Stadt und herbeigerufene Bauern aus der Umgebung damit beschäftigt, den Flussschlamm aus der Stadt zu schaffen. Auch wenn dieses Hochwasser wahrscheinlich das schlimmste in der Burghauser Geschichte war, so wiederholten sich die Überschwemmungen regelmäßig und bedeuteten eine immer wiederkehrende Plage für die Stadt.
Das 17. Jahrhundert sollte aber noch größere Not über die Stadt bringen. Im Jahr 1688, gegen Ende des Jahrhunderts, wurde Burghausen auf Bitte seiner Bürger zwar von Kurfürst Max Emanuel offiziell zur Hauptstadt erhoben, nachdem die Stadt schon Jahrzehnte als solche gegolten hatte und auch sogenannt wurde. Jedoch hatte schon vorher ein stetiger wirtschaftlicher und politischer Niedergang eingesetzt: als 1669 der letzte bayerische Landtag in München zusammentrat, wurden den Vertretern der Stadt Burghausen bereits hintere Plätze zugewiesen, wogegen sie ohne Erfolg protestierten. Die Stadt blieb aber immerhin von direkten kriegerischen Auswirkungen des Dreißigjährigen Krieges verschont, da die Schweden 1632 und 1648 zwei Mal vom Hochwasser des Inns auf Distanz gehalten wurden – trotzdem war die Stadt aber über Jahre von Flüchtlingen überfüllt, was den mehrmaligen Ausbruch der Pest und anderen Seuchen zur Folge hatte und das Wirtschaftsleben in der Stadt letztendlich zum Erliegen brachte.

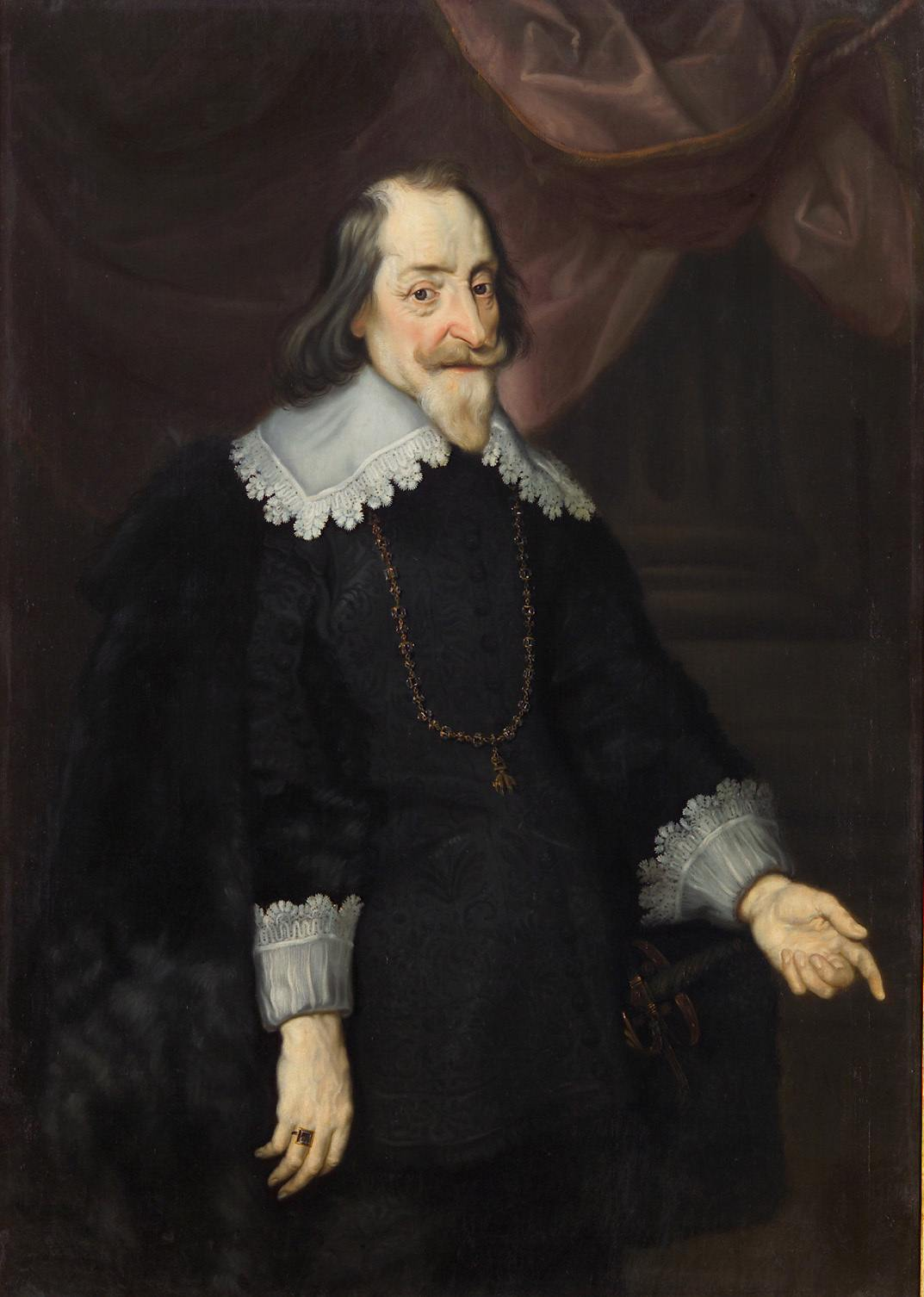
Kurfürst Maximilian I.

Burghausen und besonders seine Burg waren zu dieser langen Kriegszeit auch des Öfteren Zufluchtsort der kurfürstlichen Familie sowie Aufbewahrungsort für Schätze aus der Umgebung. So auch 1632, als die Außenwerke ein weiteres Mal verstärkt wurden, und 1648. 1634 wurde der schwedische Feldmarschall Gustaf Horn nach seiner Gefangennahme nach Burghausen verbracht und gefangen gehalten, bis er 1642 im Rahmen eines Gefangenenaustausches mit Johann von Werth wieder freikam.
Ende 1648 kam erneut die Pest in die Stadt, und von diesem Mal sind genauere Aufzeichnungen über die zahlreichen Todesfälle überliefert. Zur Pflege der Kranken wurden Kapuziner aus Braunau und Mühldorf in die Stadt gerufen. Die Pest wütete bis 1650, und neben Hunderten von Toten in der Stadt forderte sie zahlreiche Todesopfer unter den Bauern in der nahen und weiteren Umgebung, etwa ein Drittel der Bevölkerung. Als die Pest fast überstanden war, kamen Hungersnöte über das Land, da nur noch wenige Felder bestellt und die Ernte kaum noch transportiert werden konnten. Für die Entlohnung der Soldaten, die im Zuge des Dreißigjährigen Krieges angeheuert worden waren und das Land bis zum Erhalt des Soldes nicht verlassen wollten, wurde auch Burghausen von Kurfürst Maximilian mit einer hohen Geldsumme zwangsweise entlehnt, was die Stadt auf Jahre schwer belastete. Ein weiterer Tiefpunkt schien erreicht.

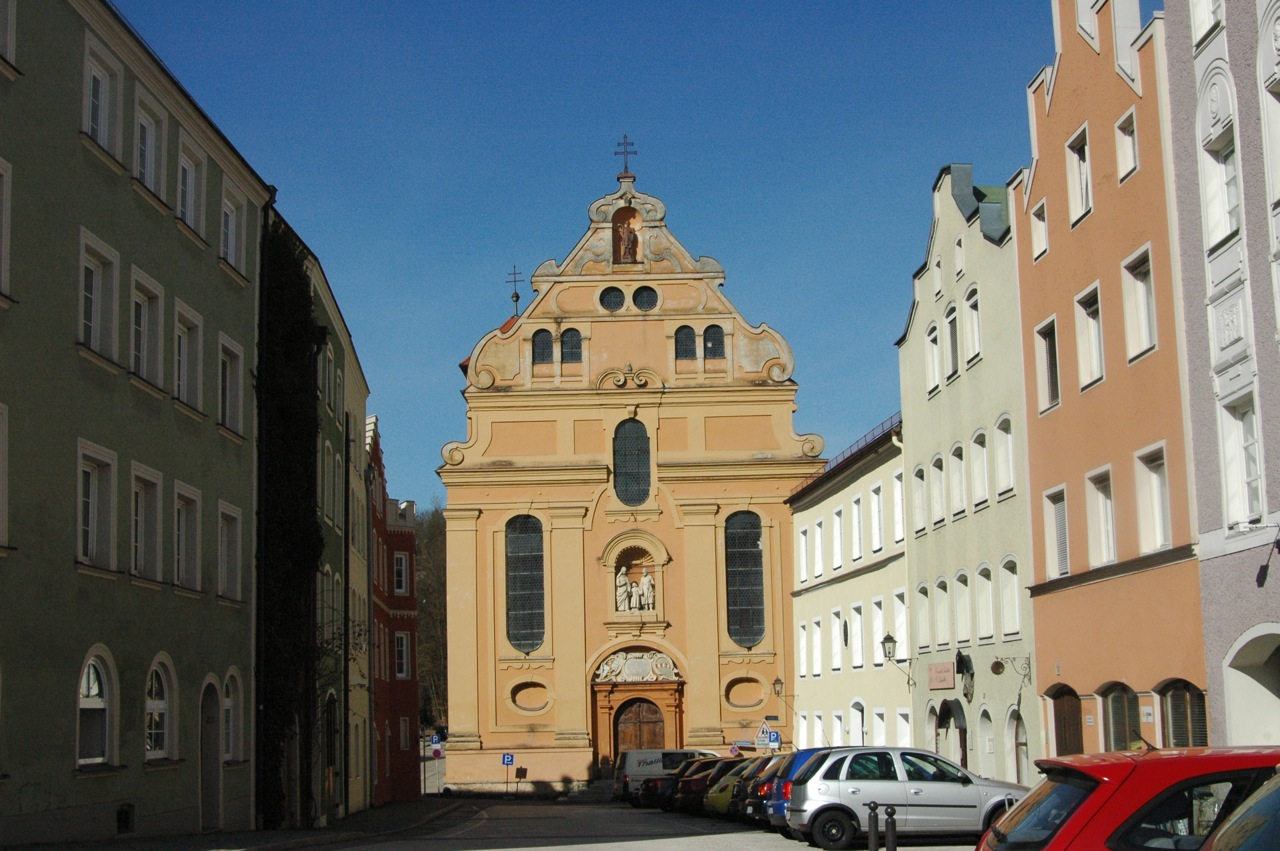
Die Kirche des Jesuitenkollegs in Burghausen

Bereits zu Beginn des Jahrhunderts, im Zeichen des nahen Krieges, wurden von Herzog Maximilian I. massiv die Steuern erhöht und im Jahr 1610 wurde die erste Generalmusterung für seine Streitkräfte in Burghausen abgehalten. Im Jahr 1618 kam der Bettelorden der Kapuziner in die Stadt, der sich aber erst nach Ende des Dreißigjährigen Kriegs wirklich ansiedeln und dann bis zum Ende des 20. Jahrhunderts bleiben sollte. 1627 kamen Jesuiten nach Burghausen, die 1629 von Kurfürst Maximilian beauftragt und finanziell ausgestattet wurden, eine Kirche, ein Gymnasium und ein Collegium (Studentenwohnheim) zu errichten. Als Ort wurden der Grund um die alten Salzspeicher in der Zaglau auserkoren. 1630 wurde der Grundstein für die Gebäude gelegt, 1631 wurde die Kirche eingeweiht. Der Bau der übrigen Gebäude zog sich nicht zuletzt aufgrund der andauernden Kriege und der widrigen Umstände noch viele Jahre hin. Die Kirche und das (1665 eröffnete, mittlerweile erweiterte) Gymnasium sowie die Fassade des Collegiums sind heute in Gestalt des Kurfürst-Maximilian-Gymnasiums erhalten. 1683 ließen sich dann die Englischen Fräulein in Burghausen nieder.
Infolge der Türkenkriege in den 1680er Jahren kam es zu neuen Steuerbelastungen für die Stadt, der sogenannten Türkensteuer, und weiteren zahlreichen Truppendurchzügen und -aufenthalten, die an der Stadt und ihrer Umgebung zehrten. Eine große Zahl von türkischen Gefangenen kam dauerhaft nach Bayern und ins Rentamt Burghausen: auch Kinder waren darunter. Es sind für 1686 mehrere Taufen türkischer Mädchen in der Jakobskirche belegt. 1685, 1690 und 1698 kam es auch in Burghausen zu Zauberbubenprozessen, die von Salzburg ausgegangen waren.

## 18. Jahrhundert
Im frühen 18. Jahrhundert wurden die Außenwerke der Burg und um die Stadt nach dem System des Marschalls und Festungsbaumeisters Sébastien Le Prestre de Vauban erweitert. Mit der Stadt und ihren Bürgern ging es aber weiter bergab. Nach Bayerns Beteiligung zuerst am Spanischen von 1701 bis 1714 und dann am Österreichischen Erbfolgekrieg von 1740 bis 1748 war die Bevölkerung Burghausens weitgehend verarmt. Feindbesetzungen, Truppeneinquartierungen und andere Kriegslasten hatten die Stadt in den wirtschaftlichen Ruin geführt.
Die Quellen in der ersten Hälfte des 18. Jahrhunderts sprechen von kaum etwas anderem als Krieg. Alle tauglichen Männer wurden in den Dienst der bayerischen Truppen des Kurfürsten Maximilian II. Emanuels eingezogen, der mit Frankreich gegen das Kaiserreich und Österreich paktierte. Die Stadt wurde mit Zwangsanleihen überhäuft, um ihren Beitrag zu den enormen Kriegskosten zu leisten. 1704 wurde Bayern nach der Zweiten Schlacht bei Höchstädt von österreichischen Truppen besetzt. In Burghausen zog eine österreichische Garnison ein. Die Steuern, nun für die österreichische Seite, wurden abermals extrem hoch angesetzt und stellten sich als nicht mehr bezahlbar heraus. Die Burghauser Bürger mussten ihr Vermögen abgeben und wurden entwaffnet. Schlimmer noch als die Stadtbevölkerung traf es aber die Bauern der Umgebung und des Rentamts. Als schließlich Tausende junge Männer für die österreichischen Truppen rekrutiert werden sollten, brach 1705 ein Bauernaufstand los, der bis 1706 andauerte und auch in der Umgebung Burghausens tobte. Burghausen war bayernweit die letzte Stadt, die sich noch in den Händen der Landesdefension befand, als auch sie am 18. Januar 1706 kapitulieren musste.
1714, im Jahr des Rastatter Friedens, nach dem Abzug der österreichischen Truppen und der Rückkehr des Kurfürsten Maximilian Emanuel nach München, wurde auch in Burghausen der Magistrat der Stadt und des Rentamts wieder eingesetzt. In den folgenden Jahren setzte eine kurze Beruhigung und Erholung ein. Mehrere Bautätigkeiten sind in den Quellen zu finden, so wurde etwa der Turm der Jakobskirche neu gestaltet und erhöht. Auch der Bitte des Burghauser Magistrats, die Straße von Neuötting nach Salzburg wie in einem Privileg von 1343 zugesichert wieder über die Route Burghausen-Ach-Wildshut zu führen und nicht über Mehring, gab Kurfürst Karl Albrecht unter Auflagen nach. So sollte eine Umgehung über den (heutigen Stadtteil) Lindach instand gehalten werden, weil die Durchfahrt über die Nordseite und über den steilen Hofberg zwischen Burg und Stadt als zu beschwerlich erachtet wurde. Als Burghausen die Straße wie gefordert hergestellt hatte, verbot der Kurfürst die Benutzung der Verbindung Mehring-Tittmoning unter Strafe der Konfiskation.
Schon aber stand der nächste Krieg vor der Tür, der abermals großes Leid über Burghausen bringen sollte: der Österreichische Erbfolgekrieg von 1740 bis 1748, als Kurfürst Karl Albrecht nach der Kaiserkrone gegriffen hatte. Bereits 1741 kamen Woche für Woche Tausende von mit Bayern verbündeten Soldaten verschiedener Nationalitäten durch Burghausen, verlangten Verpflegung und Unterkunft, oft zusätzlich auch Geld von der Stadt und von den Bürgern. Im Jahr 1742 wurde die Stadt dann von den gegnerischen Ungarn und Österreichern belagert und beschossen, schließlich zogen sie in die Stadt ein. Der Schaden an der Burg war unbeträchtlich, aber einige Bürgerhäuser waren verbrannt. Die Stadt wurde weitgehend geplündert und musste allerlei Kontributionen leisten. In den Folgemonaten kamen weitere ungarische und auch mit ihnen verbündete kroatische Soldaten durch Burghausen. Mehrmals noch wurde die Stadt beschossen, so auch nach einer kurzzeitigen Rückeroberung durch irreguläre bayerische Truppen.
Nach der bayerischen Niederlage in der Schlacht bei Pfaffenhofen war der Krieg in Süddeutschland beendet. Der bayerische Kurfürst Maximilian III. Joseph erkannte die Vormachtstellung Österreichs im Reich mit dem Frieden von Füssen an. Für Burghausen begannen kurzzeitig wieder etwas ruhigere Zeiten. Von der Mitte des 18. Jahrhunderts berichten die Quellen der Stadt wenig. Das Gefängnis auf der Burg wurde massiv ausgebaut, was fast zwei Jahre dauerte. 1754 beging das Kapuzinerkloster feierlich den hundertsten Jahrestag des Bestehens. 1761 wurde die Kirche in Marienberg renoviert und wertvolles Inventar in einer Prozession vorübergehend nach Burghausen zur Aufbewahrung gebracht.
Im Jahr 1763 dann wurde Burghausen zur Garnisonsstadt ernannt. Dabei wurde die Burg stark umgebaut und verändert. Bonifaz Huber schreibt dazu: „In diesem Jahre erlitt das fürstliche Schloß zu Burghausen die traurigste Veränderung; [der Garnison] fiel zuerst die großartige Dürnitz zum Opfer, später auch das alte Fürstenbad und die vordersten großen Fürsten-Säle, die sämtlich in Zimmer umgewandelt wurden. Residenz und Hauptmannschaft wurden somit im Innern bis zur Unkenntlichkeit verändert.“ Zu Beginn des 21. Jahrhunderts konnten zwar einige Eingriffe rückgängig gemacht werden, trotzdem gingen zu dieser Zeit viele bauliche Schätze der Residenzzeit für immer verloren. 1766 wurde der Spital- oder Mautturm (am Eingang der „Grüben“) abgebrochen, da er einzustürzen und das Mautnerschloss zu beschädigen drohte. In den Jahren 1771/72 gab es Getreideengpässe und Preissteigerungen, die teilweise dramatisch gewesen zu sein schienen. Burghausen kam offenbar noch einigermaßen glimpflich davon, andere Städte traf es wohl härter. Die Traunsteiner etwa kamen nach Burghausen, um Getreide einzukaufen. 1773 wurden der Jesuitenorden durch ein Breve des Papstes Clemens XIV. aufgehoben, in ihre Räumlichkeiten in Burghausen zogen Zisterzienser aus Raitenhaslach vorübergehend ein. Sie übernahmen auch die Lehrtätigkeiten in der Schule. In der Stadt wurden in diesem Jahr die Straßen gepflastert.
Ende Dezember 1777 starb Kurfürst Maximilian III. Joseph kinderlos und Bayern fiel an den pfälzischen Kurfürsten Karl Theodor aus der älteren Linie der Wittelsbacher. Als Folge des nun ausbrechenden Bayerischen Erbfolgekriegs 1778/79, in dem es aufgrund einer stillen Übereinkunft von Maria Theresia und Friedrich II. zu keinem nennenswerten Gefecht kam, und dem anschließenden Frieden von Teschen wurde Burghausen durch die Abtretung des Innviertels an das Herzogtum Österreich zur bayerischen Grenzstadt; zwar wurde die Grenzziehung entlang der Salzach unter Napoléon I. noch einmal kurz revidiert, aber nach dem Wiener Kongress wurden die ehemaligen Gerichte Braunau, Friedburg, Mauerkirchen, Ried, Schärding und Wildshut und nun auch das Salzburger Land endgültig dem neuen Kaisertum Österreich zugesprochen. Burghausen verlor endgültig sein wirtschaftliches und politisches Hinterland. Zwar wurde in diesem Jahr die Regierung in Landshut aufgelöst und ein Teil der Ämter nach Burghausen übersiedelt, aber das sollte nur von kurzer Dauer sein.
Ab 1780 wurden Burghausen und das Innviertel verwaltungstechnisch langsam getrennt. So wurde auch die Kirche in Ach zu einer eigenen Pfarrei erhoben. Kaiser Joseph II. entsandte Lehrer aus Wien in das Innviertel, die den ortsansässigen Bewohnern den österreichischen Dialekt zu vermitteln hatten – die Dialektgrenze ist auch heute deutlich zu vernehmen. Ab 1790 kamen Flüchtlinge nach Burghausen, die vor der Französischen Revolution geflohen waren, meist Priester und Ordensleute. 1796 war das Zuchthaus in Burghausen so stark belegt, dass mehrere Kompanien zur Bewachung desselben in die Stadt versetzt wurden.

## 19. Jahrhundert
Die Napoleonischen Kriege vernichteten den letzten Rest Wohlstands in der Stadt. Nach der Schlacht bei Hohenlinden kamen Reste der bayerischen und österreichischen Truppen auf der Flucht ins Innviertel durch Burghausen. Etwa zwei Wochen später besetzte französisches Militär die Stadt. Die Bevölkerung wurde für die großzügige Versorgung der Truppen zur Verantwortung gezogen. Zu Beginn des Jahres 1801 kam ein Abgesandter der kurfürstlichen Regierung in München nach Burghausen, um große Mengen an Silber und Gold aus den Kirchen zu konfiszieren und in München einschmelzen zu lassen. Die Befestigungsanlagen im Norden der Burg wurden für veraltet erklärt und große Teile durch französische Truppen unter Marschall Michel Ney abgerissen. Daran anschließend wurden eine Reihe weiterer Bauwerke wie die alten Stadttore und einige Kirchen und Kapellen ebenfalls abgerissen.

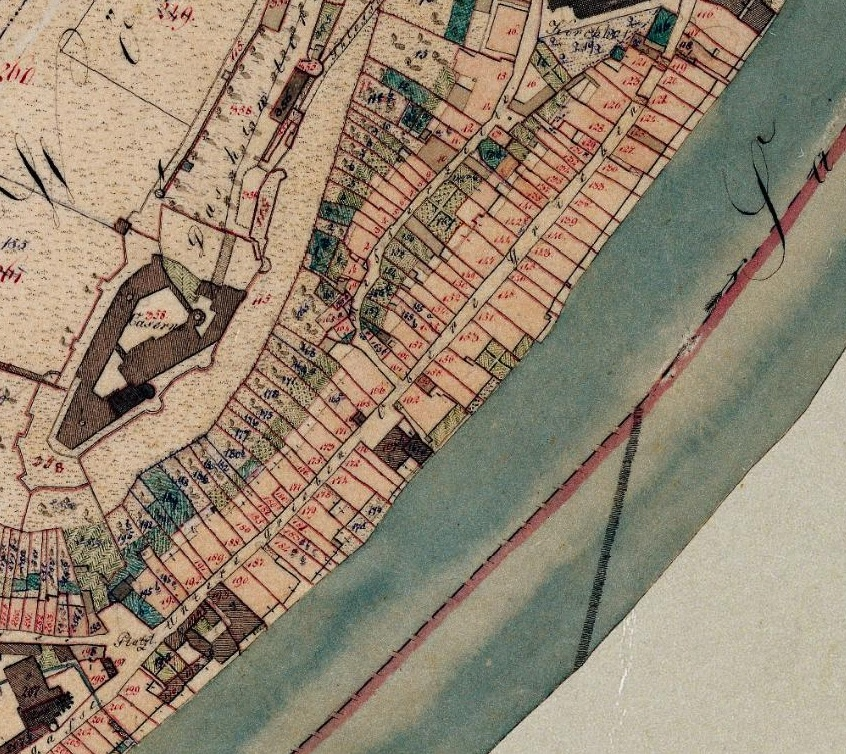
Hauptburg, Messerzeile und die Grüben auf einer Flurkarte aus dem 19. Jahrhundert (Bayerische Uraufnahme, zwischen 1808 und 1864)

1802 hob unter Kurfürst Maximilian IV. Joseph dessen Minister Montgelas die Regierung in Burghausen auf und schaffte die Rentämter als Verwaltungseinheiten ab. Nach dem Frieden von Pressburg 1805 nahm für etwa ein Jahr abermals ein französisches Regiment Quartier in der Stadt. Burg und ein großer Teil der Gebäude der Stadt wurden konfisziert, die Bevölkerung in Burghausen war wiederum für die Verköstigung der Soldaten verantwortlich. Nach Abzug der Soldaten 1806 sollen das Wild in der Umgebung ausgerottet und alle Fischteiche entleert gewesen sein. Auch nach dem Abzug kamen immer wieder Soldaten allerlei Nationalitäten durch Burghausen, und immer wieder mussten Kriegsbeiträge geleistet werden – mit entsprechenden Konsequenzen für die Bewohner. 1809 kam Napoléon I. mit etwa 100.000 Soldaten nach Burghausen und verbrachte hier einige Tage, bis die Salzachbrücke wiederhergestellt war – die fliehenden Österreicher hatten sie zerstört. Was diese Masse an Menschen in einer relativ kleinen Stadt wie Burghausen bedeutete, ist heute wohl kaum mehr vorstellbar: Kirchen wurden als Gefangenenlager und Pferdeställe benutzt; die Erdgeschosse aller Häuser mussten für Pferde, alle anderen Stockwerke für Soldaten geräumt werden; die Spitale waren mit Kranken und Verletzten überfüllt; zehntausende Soldaten verblieben in Zelten vor der Stadt, den Bauern wurde neben Vorräten und Vieh auch alle Gerätschaften gestohlen. Nach dem Abzug der Franzosen war die Stadt praktisch entleert. Die Bürger wären verhungert, wenn sie nicht Hilfe aus der Umgebung erreicht hätte: besonders die Hilfe der Menschen aus dem nahen Tann wird in den Quellen hervorgehoben.

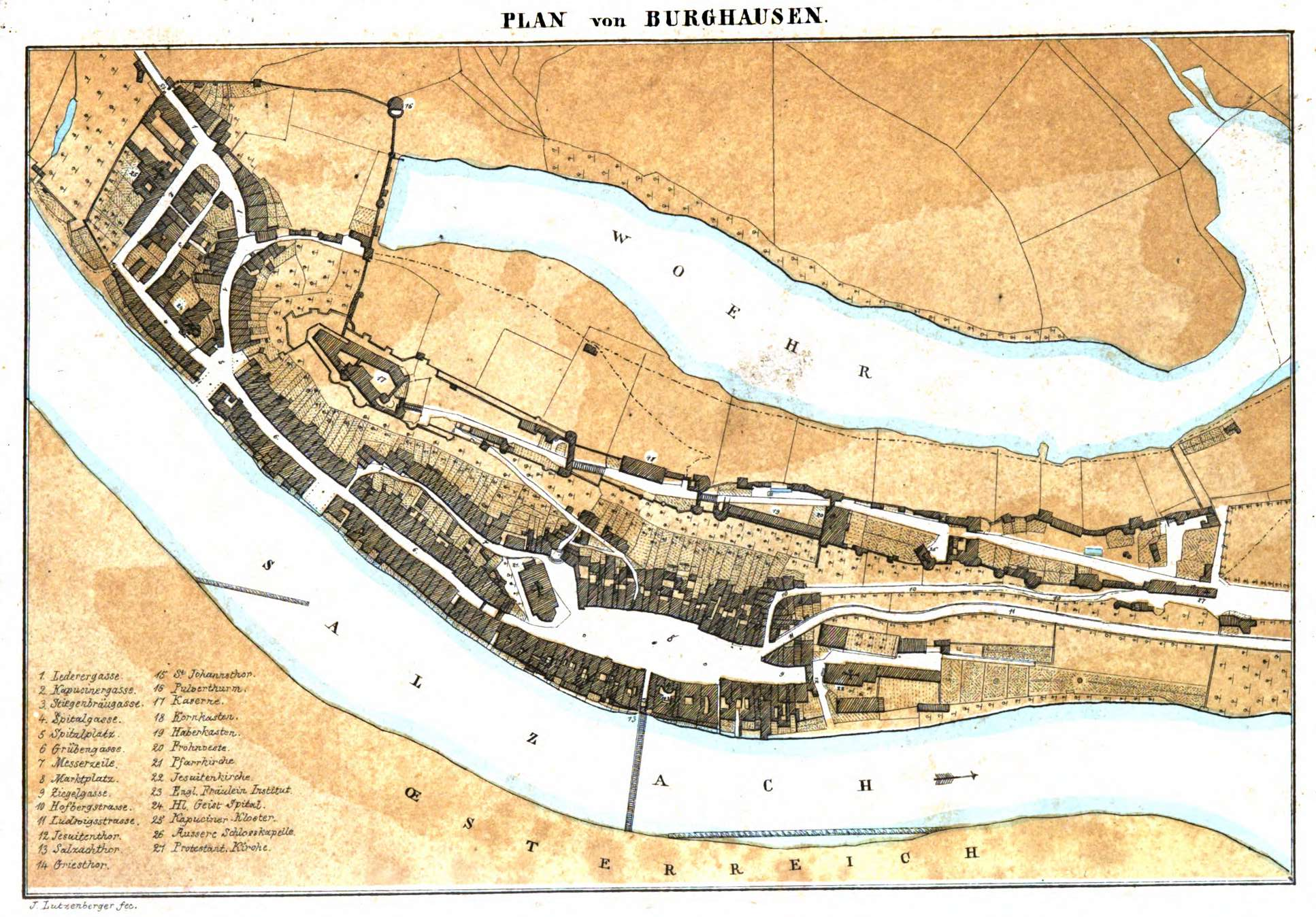
Stadtplan Burghausens von 1862

1806 entstand das Königreich Bayern und in der Folge kam es zu neuen verwaltungstechnischen Änderungen. 1807 wurde Burghausen der Titel Hauptstadt aberkannt. 1810 entstand das neue Gericht Burghausen, das 1862 dann mit dem Gericht Altötting zum Bezirksamt Altötting zusammengelegt werden sollte. Für einige Jahre kam das Innviertel noch einmal zu Bayern, nach Ende des Wiener Kongresses 1815 und dem anschließenden Vertrag von München (1816) wurde Burghausen aber dann endgültig Grenzstadt. Etwa Mitte des 19. Jahrhunderts wurde die nicht mehr rentable Flussschifffahrt endgültig eingestellt. 1835 und 1836 wurde der Ludwigsberg gebaut, der den gefährlichen mittelalterlichen Hofberg als Hauptverkehrsader ablöste und bis heute die Hauptverbindung zwischen Alt- und Neustadt darstellt.

Blick auf Burghausen von Süden, Lithographie von 1862

Während der Revolution 1848/49 wurde auch in Burghausen ein Freikorps gegründet und Deputationen der Stadt in die Parlamente nach Frankfurt und München abgesandt. Leider ist bis heute kaum genaueres über die revolutionären Ereignisse in Burghausen erforscht. Dafür weiß man, dass 1850 das erste Schlittenrennen in Burghausen stattgefunden hat. 1852 wurde der alte Salzspeicher in der Zaglau abgebrochen. 1856 wurde nach mehrjähriger Um- und Wiederaufbauphase nach einem teilweisen Einsturz die vollkommen veränderte Stadtpfarrkirche St. Jakob wiedereröffnet. Am Mittwoch, den 10. September 1856 spielte dann Anton Bruckner auf der neuen Orgel der Jakobskirche, die 1854 von Joseph Philipp Frosch (~1810–1869) aus München errichtet worden war. 1857 kam zum ersten Mal ein Dampfschiff der Königlichen Donau-Dampfschifffahrts-Betriebs-Direktion auf dem Weg von Regensburg nach Salzburg in Burghausen vorbei und legte kurz an. 1860 kam ein weiteres Dampfschiff auf dem Weg von Laufen nach Passau und Burghausen vorbei und kollidierte prompt mit einem Pfeiler der Salzachbrücke, was einen längeren Reparaturaufenthalt in Burghausen nach sich zog. 1891 wurde dann schließlich die Garnison in Burghausen aufgelassen. Nicht nur wirtschaftlich und politisch, sondern vor allem auch kulturell hatte sich die Stadt von einstiger Blüte zu einer weitgehend unbedeutenden Klein- und Grenzstadt entwickelt.
1897 wurde Burghausen über die Bahnstrecke Tüßling–Burghausen von Mühldorf her an das deutsche und internationale Schienennetz angeschlossen. Was zunächst keinen unmittelbaren Aufschwung brachte, war entscheidend für die weiteren Entwicklungen und den rasanten wirtschaftlichen Aufschwung Burghausens im 20. Jahrhundert.

## 20. Jahrhundert

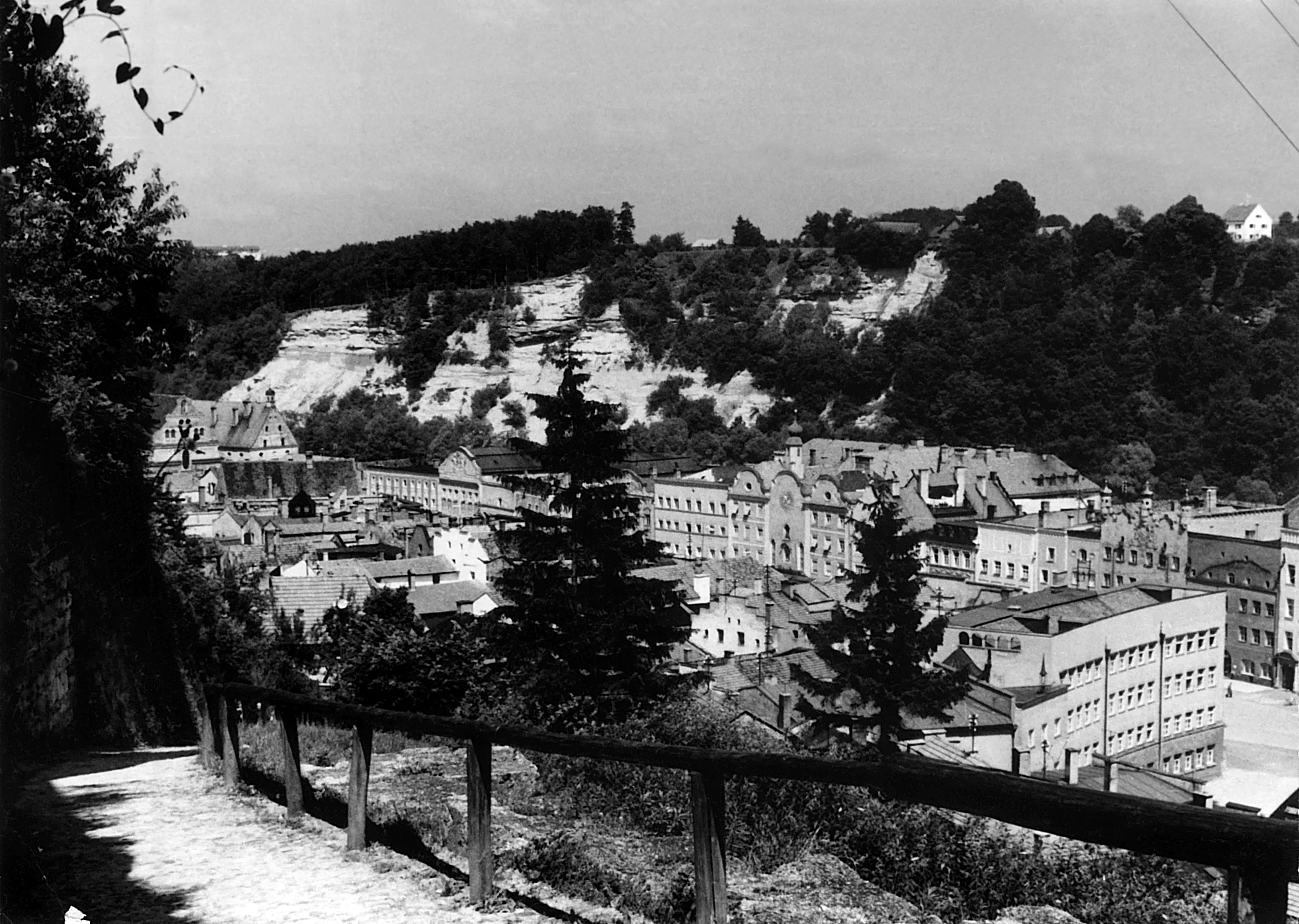
Blick vom Burgsteig auf die Altstadt (Stadtplatz) im Juli 1956

Die 1914 gegründete Dr. Alexander-Wacker-Gesellschaft für elektrochemische Industrie KG begann 1915 mit dem Bau eines Werkes in Holzfeld, eine Gemeinde nördlich von Burghausen, die wenige Jahre später in die Stadt eingemeindet wurde. Am 7. Dezember 1916 wurde der Betrieb mit 403 Arbeitern und 44 Angestellten aufgenommen. Im Vergleich zum Land Bayern, das im Wesentlichen erst nach dem Zweiten Weltkrieg industrialisiert wurde, setzte in Burghausen die Industrialisierung also außergewöhnlich früh ein. 1916–1922 wurde der Alzkanal angelegt, der das Wackerwerk mit Energie versorgen sollte. Bis heute ist das Werk der Wacker Chemie AG in Burghausen zum größten chemischen Industriebetrieb Bayerns angewachsen und beschäftigt über 9000 Mitarbeiter. Hergestellt werden Kunststoffe, Kunstharze, Lösungsmittel, Silikone, Chlororganische Verbindungen, Halbleiter-Rohstoffe, pharmazeutische Grundstoffe, Pestizide und Reinstsilicium.
Zwischen 1965 und 1967 wurde in unmittelbarer Nachbarschaft der Wacker Chemie durch die US-amerikanische Marathon Oil Company ein petrochemisches Werk errichtet, das später zu der aus dem US-amerikanischen Konzern ausgegliederten Deutschen Marathon GmbH gehörte und seit 1987 ein Teil der OMV ist. Das Werk wird über die Transalpine Ölleitung vom Hafen in Triest mit Erdöl versorgt und stellt verschiedene Kraftstoffe und Schmiermittel her.
Vor dem Hintergrund dieser Industrialisierung erlebte Burghausen ein rasantes Bevölkerungswachstum. Während die Bevölkerung zwischen 1800 und 1900 lediglich von 2350 auf 3148 Einwohner angewachsen war, waren es 1925 bereits 5215 Einwohner, 1939 7408 Einwohner, 1950 war mit 10.194 Einwohnern erstmals eine fünfstellige Zahl erreicht, und seit 1970 hat Burghausen eine Einwohnerzahl von über 18.000. In nur 70 Jahren hatte sich die Einwohnerzahl also nahezu versechsfacht. Mit der Bevölkerung wuchs auch die Stadt: Auf der Ebene zwischen dem Nordende der Burg und den neu angelegten Industriebetrieben, weit über dem Salzachtal und der alten Residenzstadt, entwickelte sich ab Beginn der 1920er Jahre die Burghauser Neustadt. Die üppigen Steuereinnahmen führten besonders in den Jahrzehnten nach dem Zweiten Weltkrieg zu einem raschen Ausbau der kommunalen Infrastruktur. Die Wohnungsnot nach dem Krieg wurde durch sozialen Wohnungsbau gelindert, nach und nach entstanden für eine Stadt dieser Größe außergewöhnlich großzügige kommunale Einrichtungen. Das Leben verlagerte sich „nach oben“ in den neuen Teil der Stadt. Zudem wuchs mit einer Reihe von Eingemeindungen auch die Größe des Stadtgebiets:
- 1. Januar 1921: Holzfeld mit 114 Einwohnern und 1,83 km² Fläche.
- 1. April 1937: Lindach mit 516 Einwohnern und 1,52 km² Fläche.
- 15. Februar 1956: Teile des gemeindefreien Forstbezirks Holzfeld mit 63 Einwohnern und 0,11 km² Fläche.
- 1. Oktober 1958: Teile der Gemeinde Mehring mit 236 Einwohnern und 1,12 km² Fläche.
- 1. Juli 1964: Teile des gemeindefreien Forstbezirks Holzfeld (Marathon-Gelände) mit 27 Einwohnern und 2,2 km² Fläche.
- 15. Februar 1969: Hechenberg, Gemeinde Mehring, mit 112 Einwohnern und 0,1 km² Fläche.
- 1. Januar 1978: Teile von Raitenhaslach mit 1127 Einwohnern und 6,53 km² Fläche sowie Teile von Mehring mit 11 Einwohnern und 0,76 km² Fläche.

Ab Ende der 1960er Jahre wurden die gesamte Altstadt und die Burganlage saniert. Die Entscheidung für eine Sanierung der Altstadt und gegen einen großflächigen Abriss derselben fiel im Burghauser Stadtrat mit der knappen Mehrheit von nur einer Stimme. Im Zuge der Altstadtsanierung wurde in den Jahren 1969/70 eine Ufermauer errichtet, die die immer wieder stattfindenden Überschwemmungen der Stadt in Zukunft verhindern soll. Des Weiteren wurde auf der neuen Schutzmauer eine Straße angelegt, die die mittelalterliche Gasse In den Grüben von dem steigenden Autoverkehr entlastete. Heute ist der Verkehr gänzlich auf die Uferstraße verlegt, die „Grüben“ sind eine Fußgängerzone.